# По, Эдгар Аллан
Э́дгар А́ллан По (англ. Edgar Allan Poe; 19 января 1809, Бостон, США — 7 октября 1849, Балтимор, США) — американский писатель, поэт, эссеист, литературный критик и редактор, представитель американского романтизма. Создатель формы классического детектива и жанра психологической прозы. Некоторые работы Эдгара По способствовали формированию и развитию научной фантастики, а такие черты его творчества, как иррационализм, мистицизм, обречённость, аномальность изображаемых состояний, предвосхитили литературу декадентства. Наиболее известен как автор «страшных» и мистических рассказов, а также стихотворения «Ворон».
Эдгар По был одним из первых американских писателей, сделавших новеллу основной формой своего творчества. Он пытался зарабатывать исключительно литературной деятельностью, в результате чего его жизнь и карьера были сопряжены с тяжёлыми финансовыми трудностями, осложнёнными проблемой с алкоголем. За двадцать лет творческой деятельности Эдгар По написал два романа, две поэмы, одну пьесу, около семидесяти рассказов, пятидесяти стихотворений и десяти эссе, печатавшихся в журналах и альманахах, а затем собранных в сборники.
Несмотря на то, что при жизни Эдгар По был известен преимущественно как литературный критик, в дальнейшем его художественные произведения оказали значительное влияние на мировую литературу, а также космологию и криптографию. Он был одним из первых американских писателей, чья слава на родине значительно уступала европейской. Особое внимание его творчеству уделяли символисты, почерпнувшие из его поэзии идеи собственной эстетики. Эдгара По высоко оценивали Жюль Верн, Артур Конан Дойл, Говард Филлипс Лавкрафт, признавая за ним роль первопроходца в жанрах, которые они популяризовали.

## Биография

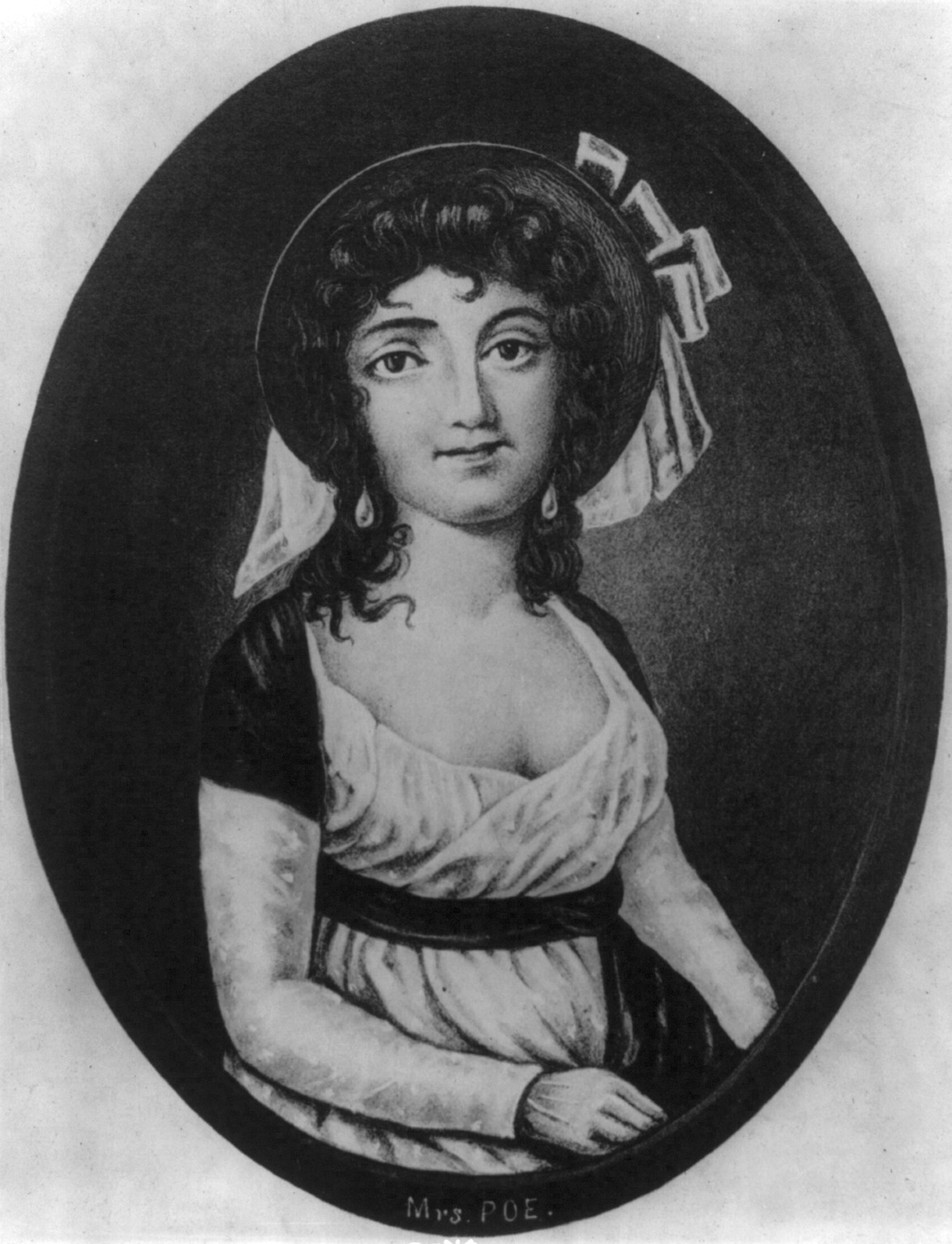
Элизабет Арнольд По — мать Эдгара По

Эдгар По родился 19 января 1809 года в Бостоне, в семье актёров Элизабет Арнольд По и Дэвида По-младшего. Элизабет По родилась в Великобритании. В начале 1796 года она вместе с матерью, также актрисой, перебралась в США, где с самых ранних лет начала выступать на сцене. Отец По родился в Ирландии, в семье Дэвида По-старшего, который эмигрировал в Америку вместе с сыном. Дед Эдгара По имел звание майора, активно поддерживал революционное движение в США и был непосредственным участником Войны за независимость. Дэвид По-младший должен был стать юристом, но вопреки воле отца выбрал профессию актёра.
Эдгар был средним ребёнком в семье, у него были старший брат Уильям Генри Леонард (1807—1831) и младшая сестра Розали (1810—1874). Жизнь гастролирующих актёров предполагала постоянные переезды, которые были трудно осуществимы с ребёнком на руках, поэтому маленького Эдгара временно оставили у деда в Балтиморе. Там он провёл первые несколько месяцев своей жизни. Через год после рождения Эдгара отец покинул семью. О его дальнейшей судьбе доподлинно ничего не известно. 8 декабря 1811 года от чахотки умерла мать По. Маленький мальчик, оставшийся без опеки родителей, приглянулся Френсис, жене Джона Аллана, зажиточного торговца из Ричмонда, и вскоре бездетная семья забрала его к себе. Сестра Розали попала в семью Маккензи, которые были соседями и друзьями Алланов, в то время как брат Генри жил у родственников отца в Балтиморе.

### Детство
Приёмная семья Эдгара По относилась к числу состоятельных и уважаемых людей в Ричмонде. Джон Аллан был совладельцем компании, которая занималась торговлей табаком, хлопком и другими товарами. Детей у Алланов не было, поэтому мальчик был легко и с радостью принят в семью. Эдгар По рос в атмосфере благосостояния, ему покупали одежду, игрушки, книги, с ним занималась дипломированная учительница на дому.

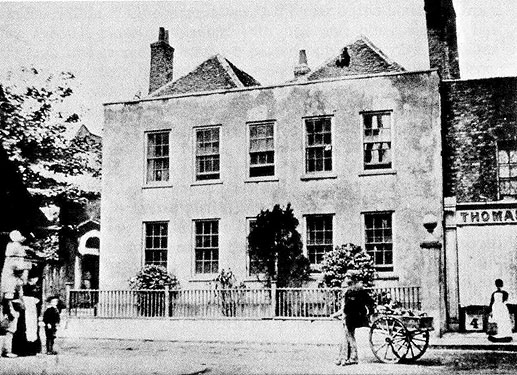
Школа Эдгара По в Сток-Ньюингтоне, Англия, 1860-е

В 1815 году семья (а также Энн Валентайн — старшая сестра Френсис) отправилась в Великобританию. Джон Аллан, чей бизнес испытывал определённые трудности, связанные с упадком экономики после наполеоновских войн, стремился улучшить торговые связи с Европой. Прибыв в Ливерпуль, семья отправилась жить к родственникам Аллана в Шотландию, в города Эрвин и Килмарнок. Через несколько недель состоялся ещё один переезд — в Лондон, где Эдгар По окончил начальную школу мадам Дюбуа. В 1817 году учёба продолжилась в школе преподобного Джона Брэнсби в Сток-Ньюингтоне, пригороде столицы. Воспоминания Эдгара По об этом периоде жизни нашли своё отражение в рассказе «Вильям Вильсон».
Свой последний учебный год Эдгар закончил досрочно. Причиной тому стал поспешный обратный отъезд в США, потому что дела Джона Аллана в Англии не заладились, наступили серьёзные финансовые трудности, его жена Фрэнсис тяжело болела. Торговцу даже пришлось занять деньги на обратный путь у компаньона. Летом 1820 года состоялось морское трансатлантическое путешествие, и уже 2 августа семья прибыла в Ричмонд.
Первый год после возвращения в Америку оказался для Алланов сложным. Их дом был сдан в долгосрочную аренду, поэтому поселиться пришлось у компаньона Джона Аллана — Ч. Эллиса, который разрешил им жить у себя бесплатно. В том же году Эдгар По пошёл в школу, где изучал античную литературу и историю, латынь, греческий и французский языки, математику. Внимание также уделялось английской литературе, представленной Бэном Джонсоном, Александром Поупом, Джоном Мильтоном и другими авторами. В этот период зародился интерес Эдгара По к родной словесности, к нему же относятся и первые его шаги в поэзии. Управляющий школы Джозеф Г. Кларк так описывал своего ученика:

Эдгар По пробыл в моей школе пять лет. За это время он читал Овидия, Юлия Цезаря, Вергилия, Цицерона и Горация на латыни, Ксенофонта и Гомера на греческом. Ему явно больше нравилась классическая поэзия, нежели классическая проза. Он не любил математику, но в поэтической композиции равных ему в школе не было.
В 1824 году Ричмонд посетил маркиз де Лафайет, прославленный герой революции и соратник Дэвида По-старшего. В городе к приезду генерала были организованы торжественные мероприятия и парад, участником которого был и Эдгар По. Его выбрали лейтенантом роты «Юных добровольцев Ричмонда», состоявшей из учеников лучших школ города. Известно, что де Лафайет посетил могилу деда Эдгара По в Балтиморе, где произнёс: «Здесь покоится благородное сердце!» (фр. Ici repose un cœur noble!).
В начале 1825 года из-за болезни умер дядя Джона Аллана, один из богатейших людей Виргинии. У него не было прямых наследников, потенциальных же, в лице родственников, было много, но все они жили в Шотландии. В своей последней воле большую часть своего состояния он завещал ричмондскому племяннику. Джон Аллан получил 750 000 долларов — огромную по тем временам сумму, и жизнь семьи сразу же переменилась. Дела компании пошли в гору, был куплен роскошный особняк, а Эдгара забрали из школы и наняли учителей для подготовки к поступлению в университет.

### Учёба в университете. Литературный дебют

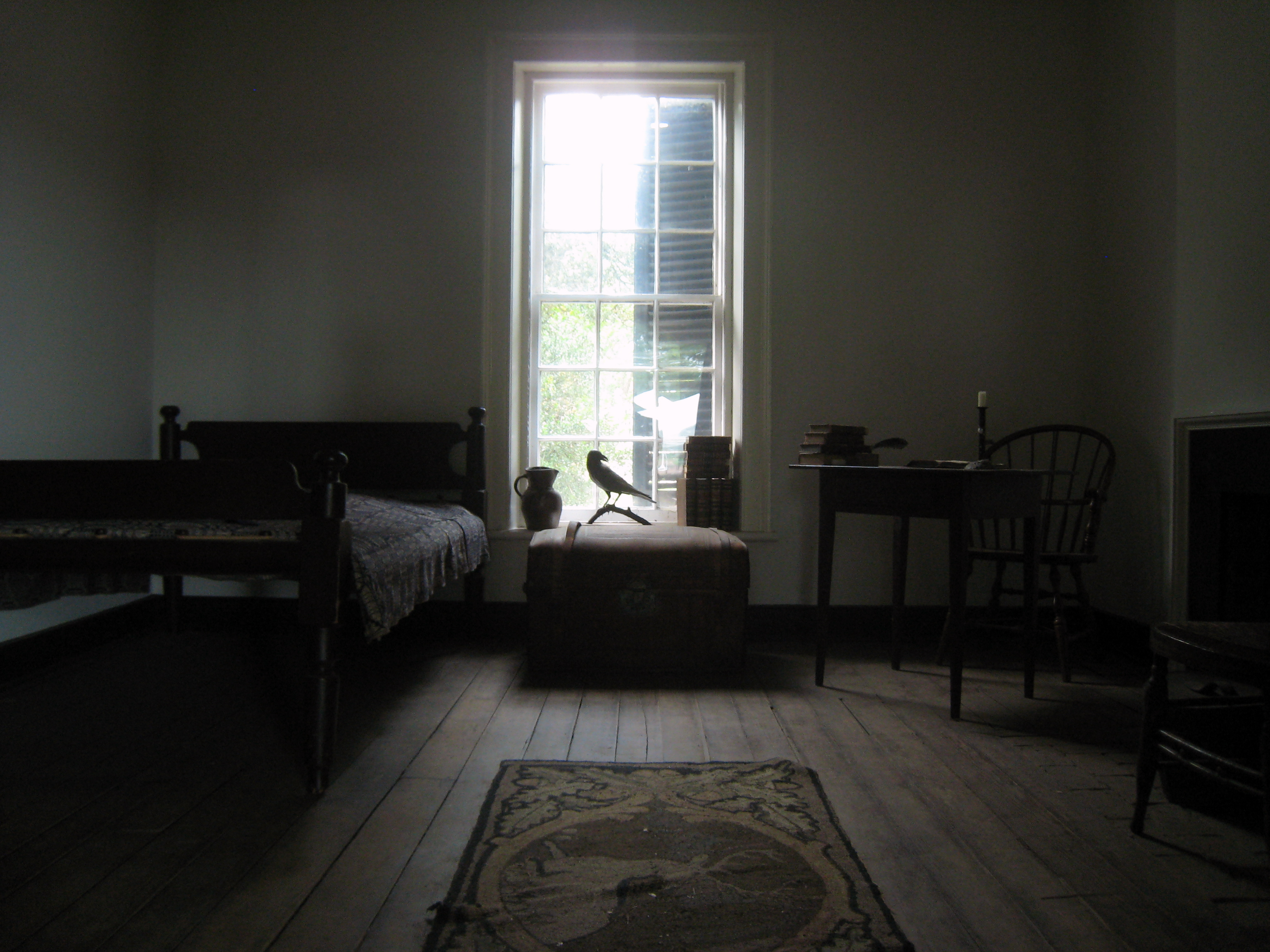
Комната, в которой жил Эдгар По во время учёбы в Виргинском университете

14 февраля 1826 года Эдгар Аллан По уехал в Шарлотсвилл, где поступил в недавно открывшийся Виргинский университет. Обучение в заведении, основанном Томасом Джефферсоном, было дорогим (в письме отчиму По подсчитал общие затраты и указал сумму в 350 долларов в год), поэтому студентами университета были дети состоятельных семей штата. При поступлении Эдгар По выбрал два курса для обучения (из возможных трёх): классическая филология (латынь и греческий) и современные языки (французский, итальянский, испанский). Семнадцатилетний поэт, покинувший родительский дом, впервые был предоставлен самому себе на долгое время.
Учебный день Эдгара По заканчивался в 9:30, остальное время предполагалось посвящать чтению учебной литературы и подготовке домашних заданий, но отпрыски богатых родителей, воспитанные в «истинном духе» джентльменства, не могли противостоять искушению «вечно модных» в высшей среде карточных игр и вину. Эдгар По, получивший лондонское образование и воспитывавшийся в уважаемой семье, несомненно, считал себя джентльменом. Желание подтвердить этот статус, а позже и необходимость в средствах к существованию привели его к карточному столу. В это же время Эдгар По впервые начал выпивать.
К концу учебного года общие долги По составили 2500 долларов (около 2000 из них — карточные). Получив письма с требованием оплатить их, Джон Аллан немедленно выехал в Шарлотсвилл, где и состоялось бурное объяснение с пасынком. В результате Аллан выплатил лишь десятую часть от общей суммы (плата за книги и услуги), отказавшись признать карточные долги Эдгара. Несмотря на очевидные успехи По в учёбе и благополучно сданные экзамены, он не мог больше оставаться в университете и после окончания учебного года, 21 декабря 1826 года, покинул Шарлотсвилл.

#### «„Тамерлан“ и другие стихотворения»

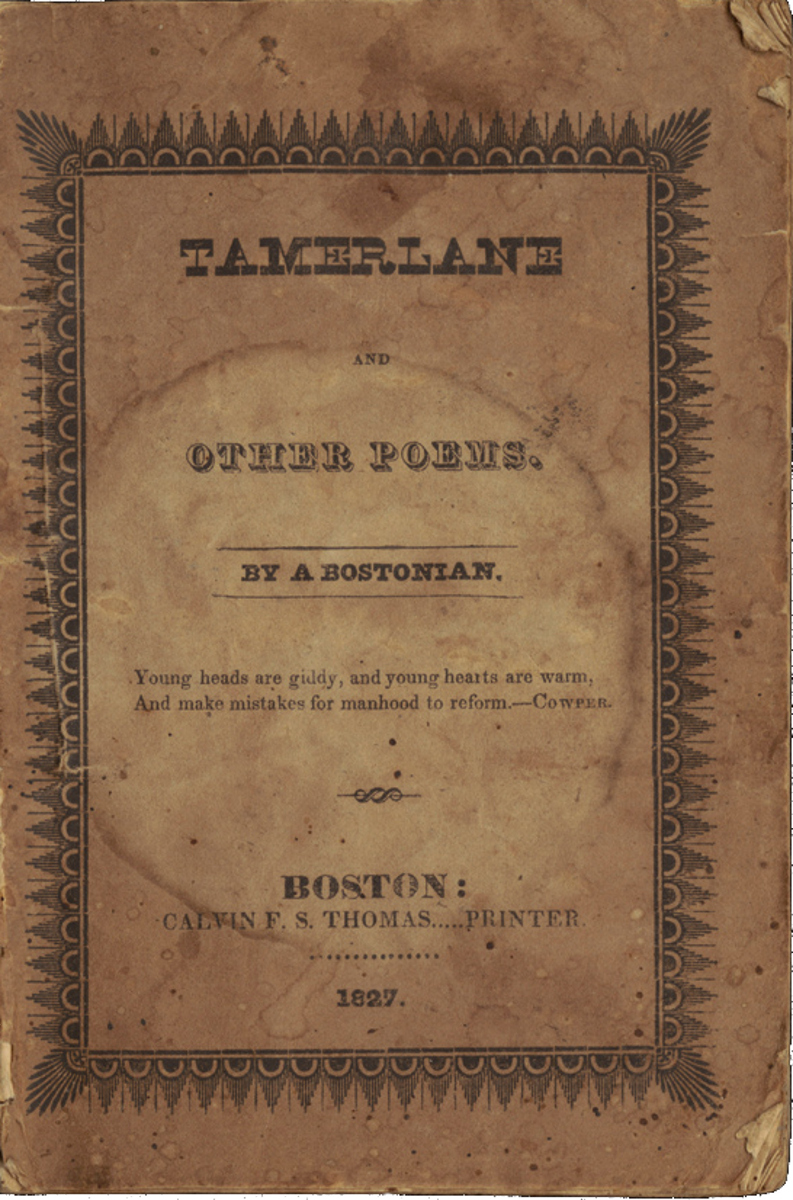
Титульный лист сборника «„Тамерлан“ и другие стихотворения» (1827)

Вернувшись домой в Ричмонд, Эдгар По не имел представления о своих дальнейших перспективах. Отношения с Джоном Алланом были серьёзно испорчены, тот не хотел мириться с «нерадивым» пасынком. В это время По усиленно занимался творчеством. Вероятно, именно в доме Алланов были написаны многие из стихотворений, вошедших впоследствии в первый сборник начинающего поэта. По также пытался найти работу, но отчим не только не содействовал этому, но и в качестве воспитательных мер всячески препятствовал его трудоустройству. В марте 1827 года «молчаливый» конфликт перерос в серьёзную ссору, и Аллан выгнал приёмного сына из дома. По поселился в таверне Court-House, откуда писал Аллану письма с обвинениями того в несправедливости и оправданиями, продолжая выяснение отношений в эпистолярной форме. Позже эти письма сменяют другие — с просьбами о деньгах, которые приёмный отец оставил без внимания. Пробыв в номере таверны несколько дней, 23 марта По отправился в Норфолк, а затем в Бостон.
В родном городе Эдгар По волею случая познакомился с молодым издателем и типографом Кэлвином Томасом, и тот согласился напечатать его первый сборник стихов. «„Тамерлан“ и другие стихотворения», написанный под псевдонимом «Бостонец», вышел в июне 1827 года. Было напечатано 50 экземпляров, состоявших из 40 страниц, продавались они по 12,5 центов за штуку. В 2009 году неизвестный коллекционер на аукционе приобрёл одну из дошедших до наших дней копий дебютного сборника Эдгара По, заплатив за него рекордную для американской литературы сумму — 662 500 долларов.
В свой первый поэтический сборник Эдгар По включил поэму «Тамерлан» (которую он впоследствии будет неоднократно редактировать и дорабатывать), стихотворения «К ***», «Мечты», «Духи смерти», «Вечерняя звезда», «Имитация», «Стансы», «Сон», «Счастливейший день», «Озеро». В предисловии к изданию автор извинился за возможное низкое качество поэзии, оправдав это тем, что большинство стихов было написано в 1820—1821 годах, когда ему «не было ещё и четырнадцати». Скорее всего, это является преувеличением — По, конечно, начал писать рано, но по-настоящему к поэзии он обратился во время учёбы в университете и позднее. Как и следовало ожидать, сборник не привлёк к себе внимание читателя и критики. Всего два издания написали о его выходе, не дав ему никакой критической оценки.

### Военная карьера
26 мая 1827 года Эдгар Аллан По, испытывая крайнюю нужду в деньгах, подписал армейский контракт сроком на пять лет и стал рядовым Первого артиллерийского полка армии США. В документах восемнадцатилетний По указал вымышленное имя — «Эдгар А. Перри» — и изменил возраст, «состарив» себя на 4 года. Изначально полк был расквартирован в форте Индепенденс, в пригороде Бостона, но уже в ноябре был получен приказ о передислокации. Местом службы По стал форт Молтри на острове Салливан, расположенный у входа в Чарлстонскую бухту, тот самый форт, который 50 лет назад оказался неприступным для британской армии. Природа острова, на котором писатель провёл год, впоследствии нашла своё отражение в рассказе «Золотой жук».

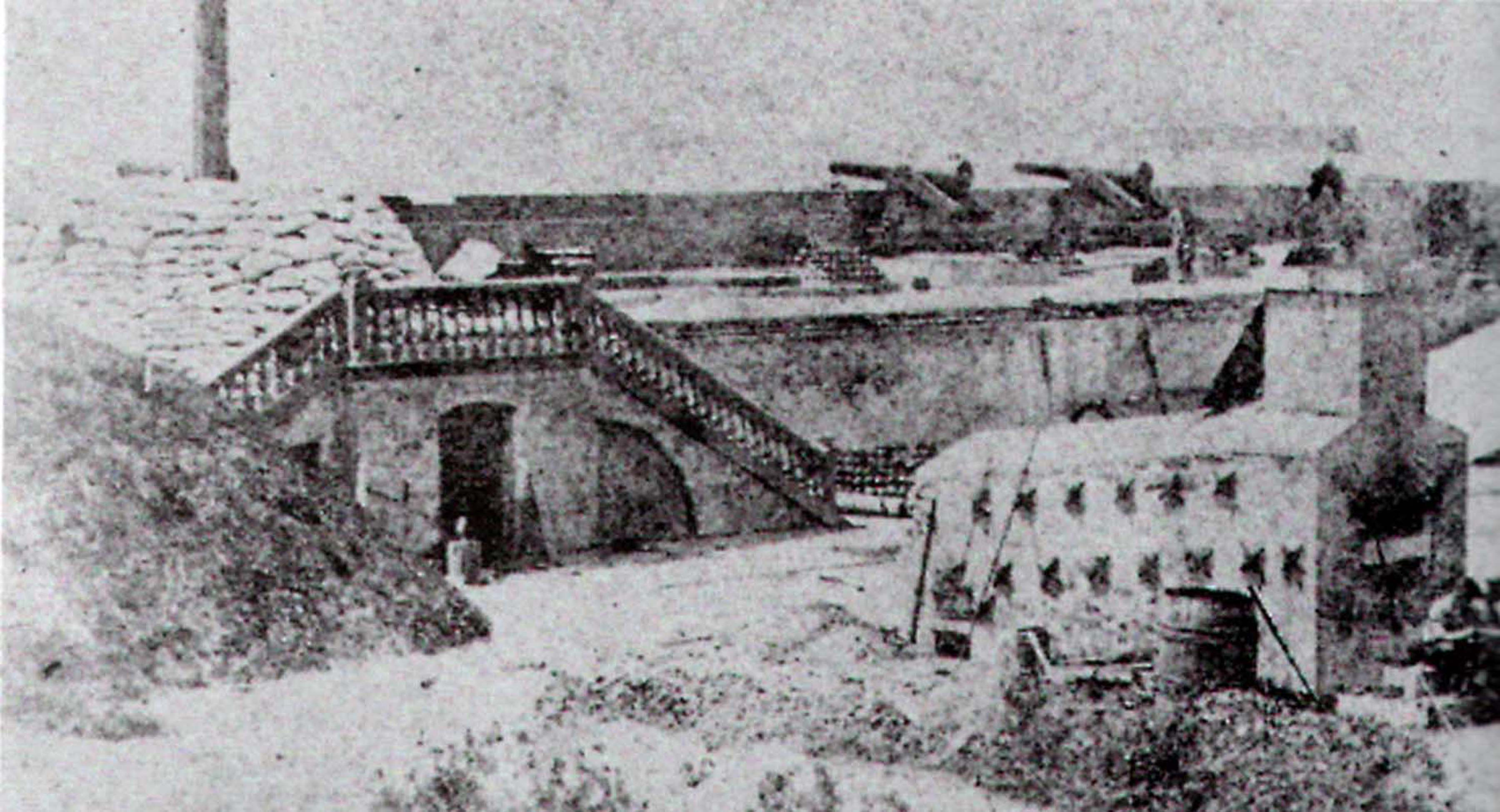
Форт Молтри — место службы Эдгара По с ноября 1827 по декабрь 1828 года

Эдгар По служил при штабе, занимался оформлением бумаг, что неудивительно для человека, владевшего грамотой (довольно редкое для армии того времени явление) и обладавшего аккуратным почерком. А «джентльменское» происхождение, хорошее воспитание и исполнительность обеспечили симпатию среди офицерского состава. 1 января 1829 года Эдгару А. Перри было присвоено звание главного сержанта полка — самый высокий неофицерский чин.
В декабре 1828 года полк был снова переведён, на этот раз в форт Монро, расположенный в Хамптоне, недалеко от Норфолка. Времени, свободного от службы, у солдата при штабе было достаточно, и Эдгар По тратил его на чтение и сочинительство. Он не только писал новые стихи, но и дорабатывал старые, вынашивая план об издании следующего, более качественного по материалу сборника. В то же время, служба начала тяготить По, он понимал, что теряет время, и, заручившись поддержкой офицера-сослуживца, решил предпринять попытку демобилизоваться досрочно. Эдгар По написал несколько писем приёмному отцу, в которых выказывал желание поступить в академию Вест-Пойнт, но ни на одно из них Джон Аллан не ответил.
В конце февраля 1829 года состояние Фрэнсис Аллан ухудшилось. Болезнь, которая дала о себе знать ещё в Англии, лишь прогрессировала. В ночь на 28 февраля, когда состояние жены стало критическим, Джон Аллан написал короткое письмо, в котором просил приёмного сына немедленно приехать. Фрэнсис Аллан умерла утром того же дня. Эдгар По смог приехать в Ричмонд лишь 2 марта, не успев даже на похороны приёмной матери, которую он очень любил.
Оставшись дома до конца своего увольнения, По снова обратился к Аллану, и на этот раз они достигли взаимопонимания. Получив необходимые документы от приёмного отца, По вернулся в армию, где сразу же начался процесс освобождения его от службы. Приказ был подписан, и 15 апреля 1829 года его уволили из армии.
Существует легенда, что в молодости Эдгар По побывал в столице России — Петербурге. Автором её был он сам. В автобиографии, написанной в 1839 году, По утверждает, что, проучившись год в Виргинском университете, бежал из дома, чтобы, подобно Байрону, воевать за свободу греков:

«Не добравшись до Греции, я оказался в России, в Петербурге. Из затруднительного положения, в которое я попал там, мне удалось выйти благодаря любезности Г. Миддлтона, американского консула в Петербурге, и в 1829 году я вернулся домой…»

История о посещении России появилась затем в некрологе, опубликованном через день после смерти писателя в газете «Нью-Йорк трибьюн», откуда попала в газеты и журналы, в том числе российские. Лишь в XX веке американские биографы писателя с документальной точностью установили, что в России он никогда не был, а в описанные в биографии годы служил в армии США под именем Эдгара А. Перри. Не подтвердил версии о посещении писателем России и архив Генри Миддлтона, хранящийся в Москве. Среди многочисленных запросов Миддлтона в русское министерство иностранных дел о выдаче паспортов американцам, оказавшимся в конце 20-х годов XIX века в Петербурге, имя По не упоминается, если, конечно, не предположить, что он получил паспорт не под своим именем.

#### «Аль-Аарааф» и учёба в Вест-Пойнте
После возвращения из Вашингтона, куда он ездил, чтобы передать необходимые для поступления в Вест-Пойнт бумаги и рекомендации, Эдгар По отправился в Балтимор, где жили его родственники: брат Генри Леонард, тётка Мария Клемм, её дети — Генри и Вирджиния, а также Элизабет По — престарелая вдова Дэвида По-старшего. Не имея достаточно средств для съёма собственного жилья, поэт с разрешения Марии Клемм поселился в их доме. Время в ожидании ответа из Вашингтона прошло за ухаживанием за больным чахоткой братом (который усугублял болезнь алкоголизмом) и подготовкой к изданию второго поэтического сборника. По редактировал имевшийся материал, вёл активную переписку с журналами и издательствами. И усилия не оказались напрасными — в конце декабря 1829 года сборник увидел свет. 250 копий «„Аль-Аарааф“, „Тамерлан“ и малые стихотворения» были напечатаны балтиморским издательством Hatch and Dunning. В центре сборника — две поэмы, вторую из которых Эдгар По существенно переработал и сократил. «„Аль-Аарааф“, „Тамерлан“ и малые стихотворения» не получил широкого резонанса, о его выходе написали лишь некоторые балтиморские издания, дав ему сдержанную оценку.

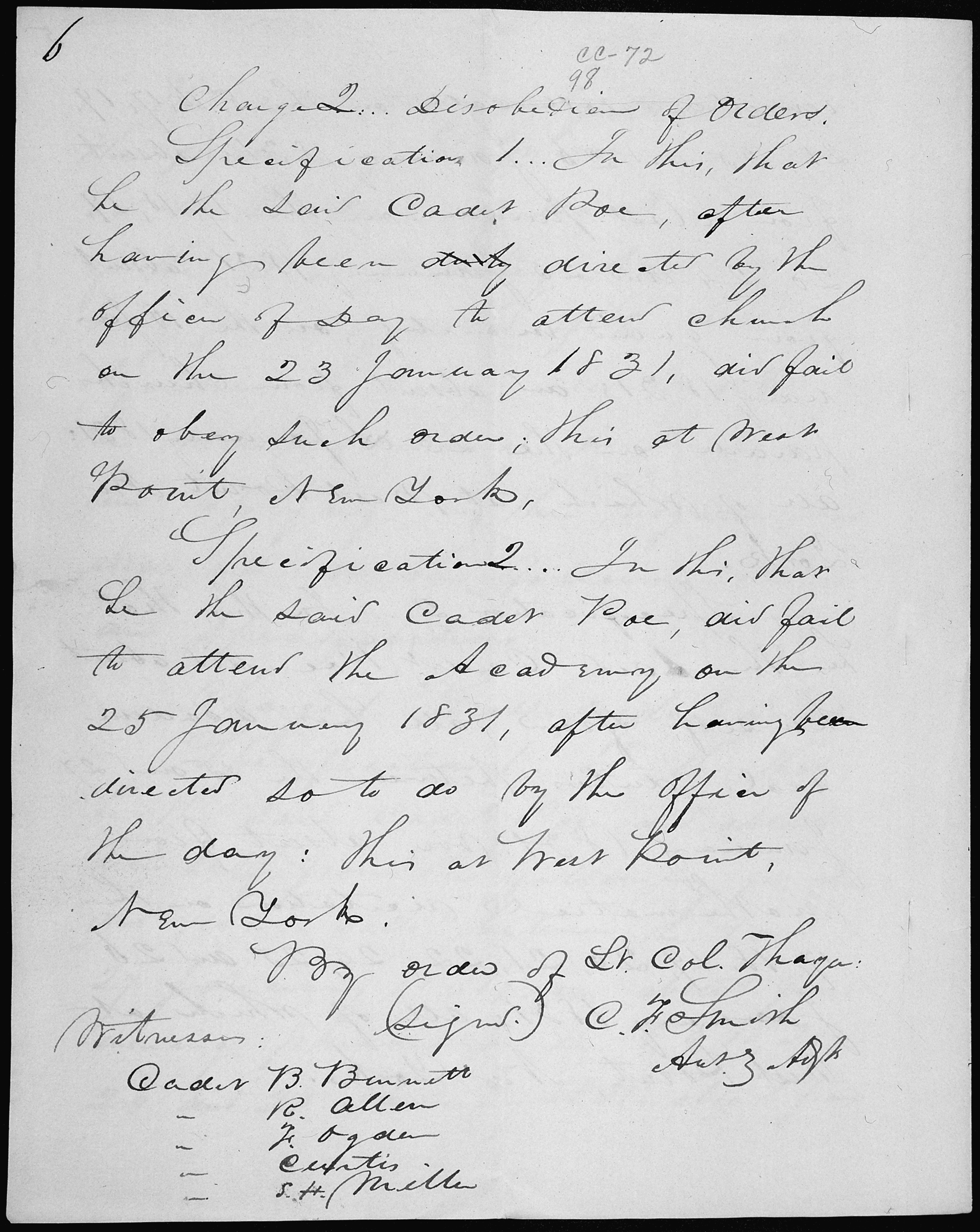
Решение военного суда над кадетом Эдгаром По

Под Рождество Эдгар По вернулся домой в Ричмонд, где в мае 1830 года получил подтверждение о его зачислении в Вест-Пойнт. В этом же месяце между ним и приёмным отцом произошла роковая ссора. Поводом к ней стало письмо, которое не предназначалось для Джона Аллана и не должно было оказаться у него в руках. В нём Эдгар По критически высказался о своём опекуне, недвусмысленно обвинив того в пьянстве. Вспыльчивый Аллан не смог этого стерпеть и во второй и последний раз выгнал Эдгара По из дома. Они ещё переписывались после этого разрыва, но больше никогда не виделись. Вскоре Джон Аллан женился во второй раз.
В конце июня 1830 года Эдгар По стал кадетом Военной академии армии США. Обучение было непростым (особенно первые 2 месяца лагерной жизни), но армейский опыт помог поэту быстро освоиться. Несмотря на жёсткий распорядок дня и практически полную каждодневную занятость, Эдгар По находил время для творчества. Среди кадетов особой популярностью пользовались памфлеты и сатирические пародии на наставников-офицеров и жизнь в стенах академии. Готовился к изданию третий сборник стихов. Учёба проходила успешно, кадет По был на хорошем счету и не имел нареканий со стороны офицерства, но в январе он написал письмо Джону Аллану, в котором просил его содействия покинуть Вест-Пойнт. Вероятно, причиной столь резкого решения стало известие о женитьбе опекуна, лишившее Эдгара По самых призрачных шансов быть официально усыновлённым и унаследовать что-либо. Так и не дождавшись ответа, Эдгар По решил действовать своими силами. В январе 1831 года он стал игнорировать проверки и занятия, не выходил в караул и саботировал построения. Итогом стали арест и последующий суд, на котором его обвинили в «грубом нарушении служебных обязанностей» и «игнорировании приказов». 8 февраля 1831 года Эдгар По был уволен со службы Соединённых Штатов, и уже 18 февраля он покинул Вест-Пойнт.

### Начало литературной деятельности
Эдгар По отправился в Нью-Йорк, где в апреле 1831 года вышла третья книга поэта — сборник «Стихотворения», в который, помимо переизданных «Тамерлана» и «Аль-Аараафа», вошли новые работы: «Израфель», «Пэан», «Осуждённый город», «К Елене», «Спящая». Также на страницах сборника По впервые обратился к литературной теории, написав «Письмо к…» — эссе, в котором автор рассуждал о принципах поэзии и проблемах национальной литературы. «Стихотворения» содержали посвящение «Кадетскому корпусу армии США». 1000 экземпляров книги были напечатаны на средства кадетов Вест-Пойнта, подписавшихся на сборник в ожидании привычных пародий и сатирических стихов, которыми их в своё время развлекал однокурсник.

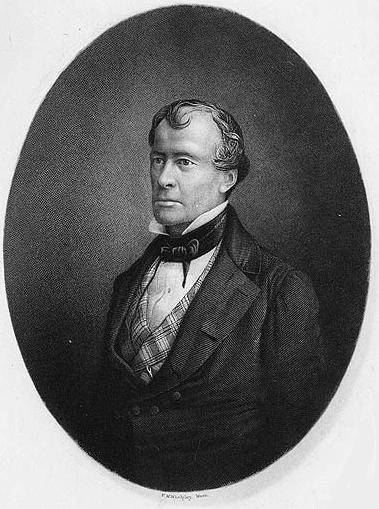
Джон Кеннеди способствовал развитию карьеры Эдгара По на её раннем этапе

Не имея средств к существованию, Эдгар По переехал к родственникам в Балтимор, где предпринял тщетные попытки найти работу. Отчаянное безденежье подтолкнуло поэта обратиться к прозе — он решил принять участие в конкурсе на лучший рассказ американского автора с призом в 100 долларов. Эдгар По обстоятельно подошёл к делу: изучал журналы и различные издания того времени, чтобы определить принципы (стилистические, сюжетные, композиционные) написания короткой прозы, пользовавшейся популярностью у читателей. Результатом исследования стали «Метценгерштейн», «Герцог де Л’Омлет», «На стенах иерусалимских», «Существенная потеря» и «Несостоявшаяся сделка» — рассказы, которые начинающий прозаик отправил на конкурс. Неутешительные для их автора итоги были подведены 31 декабря 1831 года — Эдгар По не победил. В течение следующего года эти рассказы без указания авторства (таковы были условия) публиковались в газете, организовавшей конкурс. Неудача не заставила Эдгара По отказаться от формы короткой прозы в своём творчестве. Напротив, он продолжил оттачивать мастерство, писать рассказы, из которых в конце 1832 года сформировал так и не вышедший в печать сборник «Рассказы Фолио Клуба».
В июне 1833 года состоялся очередной литературный конкурс, призами в котором были 50 долларов за лучший рассказ и 25 за лучшее стихотворение. Было известно, что в жюри вошли люди компетентные — известные писатели того времени Джон Пендлтон Кеннеди и Джон Лэтроуб. Эдгар По участвовал в обеих номинациях, отправив на конкурс 6 рассказов и стихотворение «Колизей». 12 октября были объявлены результаты: лучшим рассказом была признана «Рукопись, найденная в бутылке» Эдгара По, лучшим стихотворением — «Песнь ветров» Генри Уилтона (под этим псевдонимом скрывался главный редактор организовавшей конкурс газеты). Впоследствии Джон Лэтроуб подтвердил, что автором действительно лучшего стихотворения был также Эдгар По. Жюри очень высоко отозвалось о работах молодого писателя, отмечая, что им было чрезвычайно трудно выбрать один лучший рассказ из его шести. По сути, это было первым авторитетным признанием таланта Эдгара По.
Несмотря на победу в конкурсе, материальное положение По в 1833—1835 годах оставалось крайне тяжёлым. Регулярных денежных поступлений не было, писатель продолжал безуспешные попытки найти работу, связанную со словесностью. Единственным источником дохода в семье являлась пенсия парализованной вдовы Дэвида По-старшего — 240 долларов в год, которая выплачивалась нерегулярно. 27 марта 1834 года умер Джон Аллан, не упомянувший Эдгара По в завещании.

#### Работа в Southern Literary Messenger
После победы в конкурсе Эдгар По сблизился с Джоном П. Кеннеди, который стал его другом и литературным покровителем. Кеннеди не только помогал писателю деньгами в трудные периоды, но и всячески старался привлечь внимание издательств и периодических изданий к новому дарованию американской литературы.
В августе 1834 года ричмондский типограф Томас Уайт начал выпускать новый ежемесячный журнал Southern Literary Messenger, для сотрудничества с которым привлекал известных писателей того времени, в числе которых был и Джон Кеннеди. Тот, в свою очередь, порекомендовал Уайту Эдгара По как подающего надежды талантливого писателя, положив начало их сотрудничеству. Уже в марте 1835 года на страницах ежемесячника появился рассказ «Береника», а в июне вышла первая мистификация пера По — «Необыкновенное приключение некоего Ганса Пфааля». В последующие месяцы между Уайтом и писателем завязалась активная переписка, в которой они обсуждали не только публикации произведений автора, но и проблемы журнала: как привлечь больше подписчиков, какие рубрики и разделы стоит открыть. Вскоре глава издания предложил Эдгару По переехать в Ричмонд и занять ставшее вакантным кресло своего помощника. 7 июля 1834 года умерла бабушка писателя, фактически единственный кормилец в семье, поэтому предложение Уайта оказалось как нельзя кстати, и По отправился в Ричмонд.

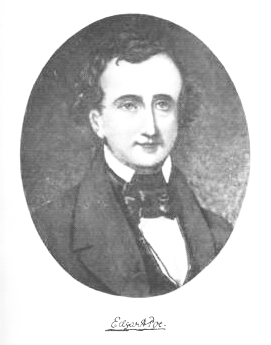
Портрет Эдгара По в антологии Southern Literary Messenger

Первое время в должности помощника редактора Эдгар По успешно справлялся со своими задачами и обязанностями: редактировал и вычитывал тексты, занимался подбором материала для публикаций, вёл обширную переписку с авторами. Жалование его составляло 15 долларов в неделю. У Уайта не было поводов быть недовольным новым сотрудником, но внезапный приступ глубокой депрессии и последовавший за ним тяжёлый запой привели к неотвратимым последствиям — Эдгара По уволили. В состоянии помутнённого сознания он написал длинное эмоциональное письмо Марии Клемм, в котором просил руки её дочери Вирджинии, боясь потерять её навсегда. В полном отчаянии он обращался за поддержкой к своему покровителю Джону Кеннеди, который был обеспокоен его состоянием и попытался найти необходимые для воодушевления слова. Вскоре болезнь, приступами мучившая По несколько месяцев, отступила. В сентябре он вернулся в Балтимор, где состоялась помолвка с Вирджинией Клемм и была оформлена брачная лицензия, разрешавшая брак.
Обретя душевное равновесие, Эдгар По предпринял попытку вернуться в Southern Literary Messenger. Томас Уайт пошёл ему навстречу и согласился снова принять его на работу при условии, что тот бросит пить. В этот период на страницах журнала Эдгар По обратился к литературной критике, небезосновательно полагая, что он обладает необходимой компетенцией. По-критик не имел авторитетов; в своих статьях он бескомпромиссно, но аргументированно подвергал критике те произведения, в которых находил недостатки. Доставалось и их авторам: жертвами его сокрушительных обзоров в своё время стали Теодор С. Фэй, У. Г. Лонгфелло, Ч. Ф. Хоффман. По словам поэта Джеймса Расселла Лоуэлла, По был, «пожалуй, единственным бесстрашным американским критиком». По нажил себе множество врагов в литературных кругах, но в то же время росла популярность журнала: появлялись новые подписчики, об издании говорили.
16 мая 1836 года Эдгар По женился на Вирджинии Клемм. Она приходилась ему двоюродной сестрой, и на момент бракосочетания ей было всего 13 лет. Медовый месяц пара провела в Питерсберге, Виргиния. Приблизительно в это время Эдгар По начал писать свой самый большой прозаический текст — «Повесть о приключениях Артура Гордона Пима». Решение написать объёмную работу было продиктовано читательскими предпочтениями: многие издательства отказывались печатать его рассказы, ссылаясь на то, что малый формат прозы не пользуется популярностью.
Ничто не предвещало беды, однако, в конце декабря По снова покинул Southern Literary Messenger. Причина размолвки между Уайтом и По осталась неясной, ею могло быть нарушенное обещание, недовольство издателя излишней независимостью его как редактора, резкая критика громких литературных имён. Так или иначе, в начале 1837 года По покинул Ричмонд и вместе с женой и тёщей отправился в Нью-Йорк.

### Нью-Йорк и Филадельфия: 1837—1844 годы
В мае 1837 года в США разразился экономический кризис. Коснулся он и сферы издательства: закрывались газеты и журналы, шли массовые сокращения сотрудников. В сложной ситуации оказался и Эдгар По, на длительный срок оставшийся без работы. Но вынужденное безделье не прошло даром — он наконец-то мог сконцентрироваться на творчестве. В нью-йоркский период из-под пера писателя вышли рассказы «Лигейя», «Чёрт на колокольне», «Падение дома Ашеров», «Вильям Вильсон», продолжалась работа над «Артуром Гордоном Пимом». Права на роман удалось продать авторитетному нью-йоркскому издательству Harper and Brothers, где она вышла 30 июля 1838 года. Однако первое объёмное прозаическое произведение По коммерческого успеха не имело.

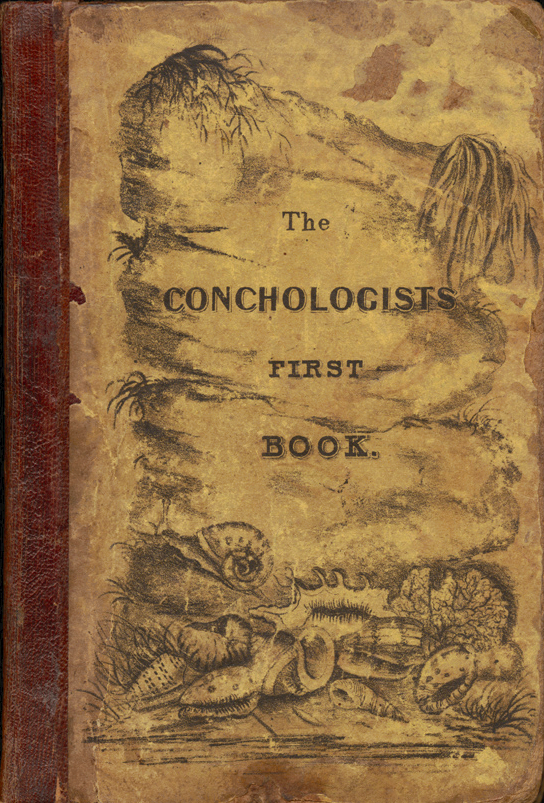
Обложка «Первой книги конхиолога», авторство которой По отрицал

Эдгар По с семьёй в середине лета 1838 года переехал в Филадельфию. Там ему с помощью своего давнего знакомого удалось оформить сотрудничество с только что созданным ежемесячником American Museum. В течение года в нём появлялись работы По: рассказы, стихи, критика, обзоры книжных новинок. Это был скудный, но единственный источник доходов писателя. Не продавалась и свежеизданная «Повесть». Отчаянное безденежье вынудило писателя взяться за работу, результатом которой стала самая коммерчески успешная книга писателя, по иронии судьбы, не художественная: Эдгару По предложили написать книгу о конхиологии — науке о раковинах, опираясь на предоставленные источники и консультации заказчика — специалиста в этой области. Он успешно справился с задачей и заработал 50 долларов. В будущем эта книга (с именем Эдгара По на обложке) была многократно переиздана, а автор обвинён в плагиате, за что ему долгое время спустя пришлось оправдываться. Позже он заявлял, что написал лишь предисловие, введение и перевёл иллюстрации, а его имя было добавлено для улучшения продаваемости справочника.
American Museum не просуществовал долго, и По мог снова оказаться в и без того сложном положении, но в мае 1839 года ему удалось устроиться на должность редактора в журнал Burton's Gentleman's Magazine, с окладом 10 долларов в неделю. Отношения По и владельца журнала Уильяма Бёртона складывались плохо, что, помимо личностных конфликтов, было обусловлено их разными взглядами на политику издания. Летом было найдено издательство, согласившееся напечатать сборник рассказов «Гротески и арабески», над которым По работал в последнее время. Улучшив финансовое положение, семья писателя переехала в более удобное и просторное жильё.
В начале декабря 1839 года в издательстве Lea & Blanchard вышли «Гротески и арабески» — двухтомный сборник 25 рассказов, написанных По к тому моменту. Это событие в литературных кругах не прошло незамеченным: десятки изданий по всей стране не только осветили выход сборника, но и посвятили ему полноценные рецензии. Это было первым широким признанием По как писателя. Несмотря на то, что «Гротески и арабески» получили в основном положительные отзывы, книга плохо продавалась. Летом 1840 года он из-за усугубившихся разногласий с владельцем покинул Burton’s Gentleman’s Magazine, который в конце года был продан издателю Джорджу Грэму.

#### Редактор Graham’s Magazine
Эдгар По, знавший всю «кухню» издательского дела изнутри, поработавший редактором в нескольких журналах, видел все их недостатки. Не хватало ему и свободы действий, которую ограничивала политика руководства. В 1840 г. он обратился к идее создания своего собственного журнала и начал искать потенциальных журналистов, авторов, типографов и подписчиков. Вскоре вышел первый проспект будущего издания, которому Эдгар По дал название The Penn. Первоначальной датой выхода значилось 1 января 1841 года. Позже выпуск был перенесён на март, но и тогда не случился.

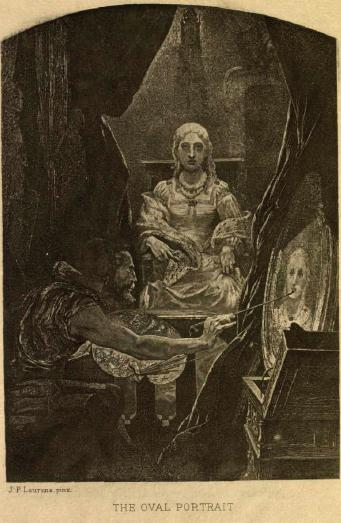
Иллюстрация к рассказу «Овальный портрет», написанному под потрясением от тяжёлой болезни жены

Купивший журнал Бёртона Джордж Грэм был молодым бизнесменом. Вскоре после приобретения он объединил свой небольшой журнал и Burton’s Gentleman’s Magazine в новое издание — Graham’s Magazine, должность редактора в котором занял Эдгар По. Кроме выполнения стандартных для этой должности обязанностей, он должен был каждый месяц публиковать в журнале по одному рассказу. Грэм также выразил желание помочь По с выпуском The Penn и даже стать его совладельцем. В апреле 1841 года в Graham’s Magazine вышел рассказ, позже принёсший По мировую славу родоначальника детективного жанра — «Убийство на улице Морг». Там же в мае был напечатан «Низвержение в Мальстрём». В период работы Эдгара По редактором Graham’s Magazine вышел на национальный уровень: к середине 1842 года у него было 40 000 подписчиков (при начальных 3500), в то время как перспективы The Penn становились всё туманнее. Период сотрудничества с Джорджем Грэмом стал для По самым благополучным в финансовом плане и одним из самых плодотворных в творческом.
В январе 1842 года у юной жены Эдгара По случился первый тяжёлый приступ туберкулёза, сопровождавшийся горловым кровотечением. Вирджиния на длительный срок оказалась прикованной к постели, а писатель снова потерял душевное равновесие и способность работать. Угнетённое состояние сопровождалось частыми и затяжными запоями. В «периоды ужасного просветления», когда По удавалось взять себя в руки, он продолжал выполнять служебные обязанности в журнале и даже опубликовал рассказ «В смерти — жизнь», в котором явно прослеживается влияние болезни Вирджинии на его состояние. Позже рассказ был переиздан под названием «Овальный портрет». Долго терпеть частое пьянство своего редактора, его отсутствие на рабочем месте и неисполнение обязанностей Грэм не мог. В мае 1842 года По покинул Graham’s Magazine, его место занял Руфус Гризвольд. Последним рассказом, опубликованном в номере журнала Грэма, к выходу которого был причастен Эдгар По, стала «Маска Красной смерти» (май 1842 года).
Всё последующее время состояние жены Эдгара По имело огромное влияние на его душевное здоровье, чрезвычайно восприимчивое к малейшему ухудшению ситуации. Повторное обострение болезни Вирджинии произошло летом того же года, и снова глубокие переживания и душевные муки писателя нашли своё отражение в творчестве — ими пропитаны написанные вскоре после инцидента рассказы «Колодец и маятник» и «Сердце-обличитель». По находил спасение в сочинительстве. В ноябре 1842 года была продолжена история расследований Огюста Дюпена. В журнале Snowden’s Ladies' Companion вышел рассказ «Тайна Мари Роже», за основу которого По взял реальное убийство, произошедшее в Нью-Йорке в 1841 году. Использовав все имевшиеся у следствия материалы, он на страницах рассказа (перенеся действие в Париж и изменив имена) провёл собственное расследование и указал на убийцу. Вскоре после этого дело было раскрыто, при этом подтвердилась правильность выводов писателя.
В течение тяжёлого периода 1842 года Эдгару По удалось лично встретиться с Чарльзом Диккенсом, работы которого он оценивал очень высоко. Они обсуждали окололитературные вопросы и обменивались мнениями во время короткого визита последнего в Филадельфию. Диккенс обещал посодействовать с изданием работ По в Англии. Несмотря на то, что из этого ничего не вышло, Диккенс отмечал, что Эдгар По был «единственным писателем, которому он хотел помочь с публикацией».

#### Несбывшиеся надежды
Оказавшись без работы, а значит, и без средств к существованию, Эдгар По через общего знакомого обратился к сыну президента Тайлера с просьбой помочь устроить его на работу в филадельфийскую таможню. Нужда была велика, раз писатель начал искать работу, отличную от литературной, которая приносила нестабильный доход. По не получил должность, так как не явился на встречу, объяснив это своей болезнью, хотя существует версия, что причиной неявки был запой. Семье, оказавшейся в тяжёлом положении, пришлось несколько раз сменить место жительства, так как денег катастрофически не хватало, долги росли. Против писателя было возбуждено дело, и 13 января 1843 года окружной суд Филадельфии признал Эдгара По банкротом, но тюремного срока удалось избежать.

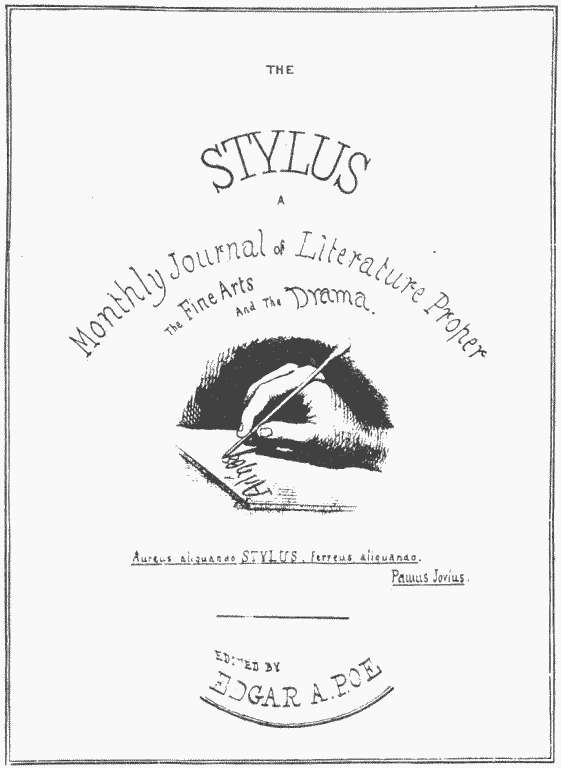
Проект титульного листа журнала The Stylus

В январе 1843 года По нашёл партнёра, согласившегося помочь с изданием его журнала. Им стал глава еженедельника Saturday Museum Томас Кларк. Название будущего издания изменили на The Stylus. Кларк брал на себя финансовую сторону проекта, По занялся подготовкой проспекта и поиском подписчиков. Специально для первого номера журнала По написал рассказ «Золотой жук», от которого он ждал огромного эффекта на читателей. В течение месяца новость о выходе The Stylus напечатали десятки изданий по всей стране, казалось, мечта По о собственном «идеальном» журнале вот-вот станет явью, но он снова стал заложником преследовавшего его болезненного пристрастия и начал пить. Репутация По как ненадёжного человека, страдающего пьянством, дошла и до Кларка. Однако их договорённость ещё оставалась в силе до мая 1843 года, когда Кларк на страницах своего журнала объявил о своём отказе участвовать в предприятии Эдгара По по «экономическим причинам».
Несмотря на тяжёлое финансовое положение и упадок духа, связанный с болезнью жены, литературная слава Эдгара По неуклонно росла. Его произведения публиковались во многих изданиях по всей стране, им посвящали критические обзоры, многие из которых отмечали незаурядный талант автора и силу его воображения. Хвалебные отзывы писали даже литературные враги, делая их ещё более ценными. Всецело посвятив себя прозе, По три года не обращался к поэзии (последним опубликованным стихотворением была вышедшая в 1840 году «Тишина»). «Поэтическое молчание» было нарушено в 1843 году с выходом одного из самых мрачных стихотворений писателя — «Червь-победитель», в котором, казалось, были сосредоточены все душевные муки и отчаяние последних лет, крах надежд и иллюзий.
В феврале 1843 года в нью-йоркском издании The Pioneer вышла знаменитая «Линор». По вернулся к поэзии, но основной формой его творчества продолжила оставаться короткая проза. Последние годы, проведённые в Филадельфии, ознаменовались выходом произведений, многие из которых относятся к числу лучших в творческом наследии автора: были опубликованы «Чёрный кот» (август 1843 года), «Очки» (март 1844 года), «Повесть Крутых гор» (апрель 1844 года), «Преждевременное погребение» (июль 1844 года), «Месмерическое откровение» (август 1844 года), «Ангел необъяснимого» (октябрь 1844 года) и другие рассказы. В июле 1844 года нью-йоркская газета Dollar Newspaper организовала конкурс на лучший рассказ, за первое место в котором был назначен приз — 100 долларов. Победителем стал «Золотой жук» Эдгара По. Произведение, в котором автор раскрыл свой талант криптографа, перешло в собственность Dollar Newspaper и впоследствии было перепечатано множество раз.

### Пик славы

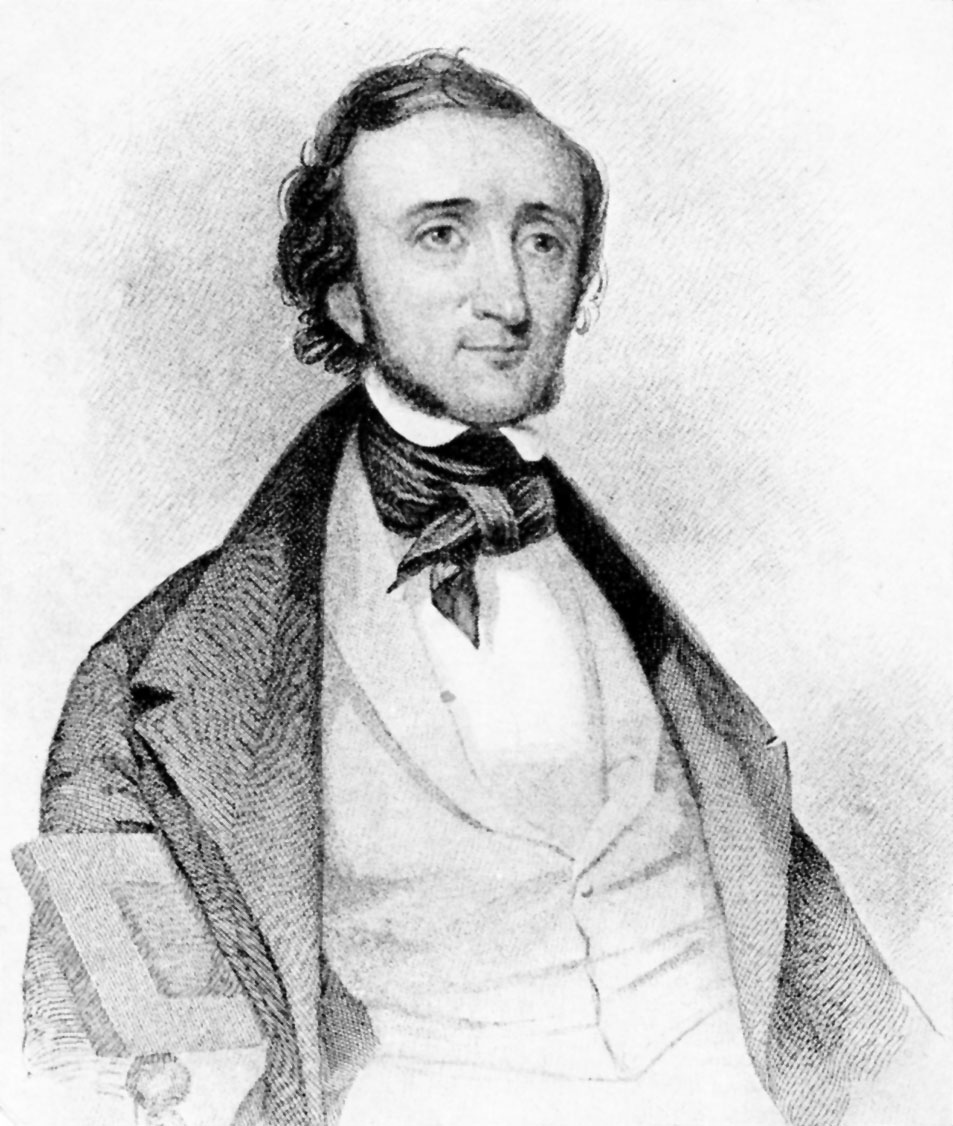
Акварельный портрет Эдгара По, 1843—1844 годы

6 апреля 1844 года Эдгар и Вирджиния По переехали в Нью-Йорк. Через месяц к ним присоединилась и Мария Клемм. Трудно переоценить роль тёщи в жизни Эдгара По. Её хозяйственность, трудолюбие и бесконечная забота, которой она окружала своего зятя и дочь, была отмечена многими современниками, знавшими семью лично. Эдгар любил свою «Muddy» (вероятно, сокращение от «mummy» («мамочка») и «daddy» («папочка»)), как он часто называл её в письмах, ведь с появлением в его жизни она действительно стала ему как мать. В 1849 году он посвятил ей полное нежности и признательности стихотворение «Моей матери».
Через неделю после переезда Эдгар По становится героем сенсации: огромный ажиотаж в читающих кругах вызвала «История с воздушным шаром», которую специальным выпуском опубликовала газета New York Sun. Изначально задуманный как мистификация, рассказ был стилизован под новостную статью. Идея сюжета была неосознанно подсказана По известным в то время воздухоплавателем Джоном Уайзом, который в одной из филадельфийских газет заявил, что собирается совершить трансатлантический перелёт. Писателю удалось добиться нужного эффекта — на следующее утро после публикации здание издательства буквально «штурмовали» люди. Мистификации Эдгара По, в которых большое внимание уделялось подробностям, основанным на технических новациях того времени, дали толчок последующему развитию в литературе жанра научной фантастики.
Через некоторое время после воссоединения с Марией Клемм семья переехала в новое жильё: семья Бреннанов сдала им часть своего особняка, расположенного за городом. По продолжал сотрудничать со множеством изданий, предлагая им свои статьи и критические обзоры. В этот период у него не было проблем с публикациями, но доходы всё так же оставались скромными. В особняке Бреннанов По написал стихотворение «Страна сновидений», в котором отразились красоты окружавшей его природы. Там же началась работа над произведением, ставшим поэтическим magnum opus писателя — стихотворением «Ворон».

#### «Ворон»

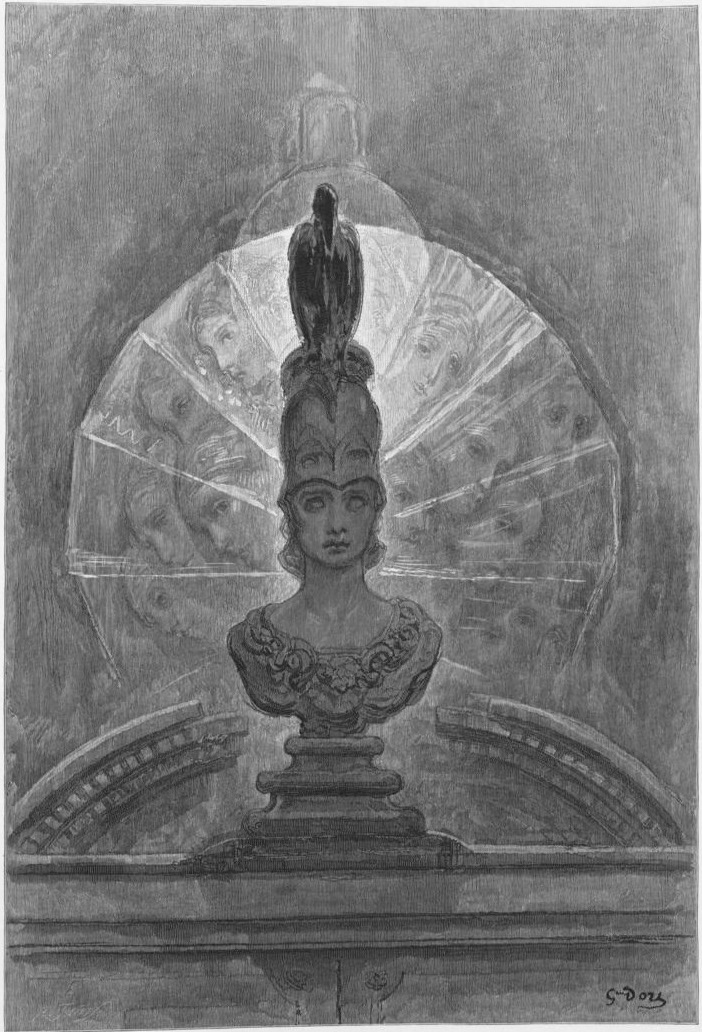
«Он взлетел на бюст Паллады, что над дверью был моей». Иллюстрация Гюстава Доре к «Ворону», 1884 год

Неизвестно, писал ли По «Ворона» с целью получить окончательное и безоговорочное признание, воодушевлённый успехом «Золотого жука» и «Истории с воздушным шаром», но в том, что он скрупулёзно и тщательно подошёл к процессу создания этого произведения, сомневаться не приходится. Писатель подробно изложил этот процесс в эссе «Философия творчества», которое вышло на волне успеха «Ворона». По отметил, что стихотворение было экспериментом на пути к произведению, которое оценят как критики, так и широкая публика, доступному для понимания как искушённых литераторов, так и рядовых читателей. Нет ответа и на вопрос, как долго По писал «Ворона». Исследователи высказывают различные предположения: от одной недели до нескольких лет. С определённой степенью уверенности можно утверждать лишь то, что первое упоминание о «Вороне» в личной корреспонденции По относится к 1844 году.
Закончив рукопись, По отправился в Филадельфию, где предложил её Джорджу Грэму. Бывший работодатель отказался приобрести стихотворение, однако в качестве доброго жеста выплатил По 15 долларов. Лишь со второй попытки «Ворона» купил Джордж Хукер Колтон с намерением напечатать его во втором (февральском) номере своего журнала American Review. Стихотворение было опубликовано под псевдонимом «Куорлс» (англ. Quarles), который, вероятно, являлся отсылкой к английскому поэту XVII века Френсису Куорлсу. Скрыв своё имя, По, скорее всего, хотел подогреть интерес к стихотворению и добиться ещё большего эффекта на читателя в случае успеха «Ворона» и в то же время обезопасить себя в случае провала. Однако премьера стихотворения состоялась ранее и не в American Review: с разрешения Колтона, в качестве «предварительной перепечатки» (привычное в то время явление) «Ворон» был опубликован в еженедельнике Evening Mirror 29 января 1845 года.
Это был немедленный и оглушительный успех: издания по всей стране перепечатывали стихотворение, о нём говорили в литературных кругах и за их пределами, на него писались многочисленные пародии. По стал известной личностью национального масштаба и частым гостем на светских мероприятиях, где его просили прочитать знаменитое стихотворение. По словам биографа писателя Артура Куинна, «„Ворон“ произвёл впечатление, которое не удалось превзойти, пожалуй, ни одному поэтическому произведению в американской литературе».
Несмотря на огромный успех у читателей и широкое признание публики, стихотворение практически не улучшило финансовое положение писателя.
21 февраля 1845 года По стал совладельцем журнала Broadway Journal, глава которого полагал увеличить продажи издания привлечением к сотрудничеству новой знаменитости. Согласно условиям контракта, По получал треть от продаж журнала, сотрудничество обещало быть взаимовыгодным. В это же время По занялся лекционной деятельностью, которая станет для него важным источником дохода. Первой темой выступлений в Нью-Йорке и Филадельфии были «Поэты и поэзия Америки».

#### «Бес противоречия»
В июле 1845 года По опубликовал рассказ под названием «Бес противоречия». Рассуждения на тему человеческой природы, которые содержатся в его преамбуле, позволяют хорошо понять природу противоречивой натуры самого автора. Терзаемый собственным «бесом», он неоднократно в течение своей жизни совершал необдуманные и нелогичные поступки, которые неизбежно вели его к краху. Так случилось и на пике его славы, когда, казалось, ничто не предвещало беды.
На страницах журнала, совладельцем которого он стал, Эдгар По не опубликовал ни одного своего нового произведения, лишь перепечатывал старые (которые каждый раз редактировались и дорабатывались). Львиную долю его работы в то время составляли литературные статьи, обзоры, критика. Неизвестно, что стало тому причиной, но По в своей критике стал безжалостен как никогда: доставалось не только авторам, лично ему неприятным, с которыми он конфликтовал, но и тем, кто относился к нему благосклонно. В результате в течение короткого срока от Broadway Journal стали отказываться подписчики и отворачиваться авторы, издание становилось убыточным. Вскоре его покинули оба компаньона По, оставив того единственным владельцем терпящего бедствия журнала. По отчаянно пытался его сохранить, разослав множество писем своим друзьям и родственникам с просьбами о финансовой помощи. Большинство из них не были удовлетворены, а тех денег, что он всё-таки получил, не хватало. 3 января 1846 года состоялся выход последнего выпуска, и Эдгар По закрыл Broadway Journal.
В апреле 1846 года По снова запил. Осознавая ту губительную роль, которую алкоголь играл в его жизни, он всё равно делал роковой шаг. Снова наступило время помутнённого сознания: лекции срывались, возникали публичные конфликты, репутация серьёзно страдала. Ситуация ещё сильнее осложнилась с выходом в мае 1846 первых очерков Эдгара По из серии «Литераторы Нью-Йорка». В них По давал личностную и творческую характеристику известных авторов — своих современников, которая в большинстве своём была крайне негативной. Реакция последовала незамедлительно: газеты с подачи «пострадавших» начали войну против По — очерняли его репутацию, обвиняя в аморальности и безбожии. В печати господствовал образ По как невменяемого алкоголика, не контролирующего свои действия. Припомнили ему и литературный роман с поэтессой Фрэнсис Осгуд, который закончился скандалом. Среди задетых критикой По особенно отличился Томас Инглиш. В прошлом друг писателя, он в одной из газет опубликовал «Ответ господину По», в котором к образу нищего безбожного алкоголика присовокупил обвинение того в подлоге. Издание, с которым сотрудничал По, посоветовало обратиться в суд, что он и сделал. 17 февраля 1846 года По выиграл дело о клевете у журнала Mirror, опубликовавшего «Ответ», и получил 225 долларов компенсации.

### Последние годы
В мае 1846 года Эдгар По переехал в небольшой коттедж в Фордхэме, пригороде Нью-Йорка. Семья снова бедствовала, денег отчаянно не хватало — летом и осенью По ничего не писал. В одном из писем он ссылается на свою болезнь — литературные «войны» и скандалы не прошли бесследно. Состояние прикованной к постели Вирджинии только ухудшалось.

#### Смерть Вирджинии

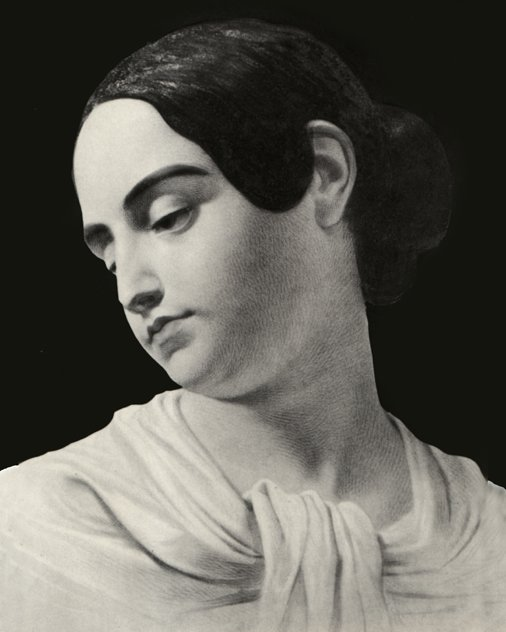
Акварельный портрет Вирджинии По, написанный уже после её смерти

Вот как вспоминала о своём визите в дом По поэтесса Мэри Гоув:

Пришла осень. Миссис По быстро угасала от туберкулёза. Я увидела её в спальне. Всё кругом неё было в чистоте и безупречном порядке и так скудно и по-нищенски убого, что вид несчастной страдалицы вызвал во мне щемящую жалость — такую, какую способны испытать лишь бедняки к беднякам <…> Погода была холодной, больную сотрясал озноб, что обычно сопровождает чахотку. Она лежала на соломенной подстилке, укутавшись в пальто мужа, а на груди у неё лежала огромная пёстрая кошка. Чудное создание, видно, понимало, что приносит большую пользу. Пальто и кошка единственно только и согревали несчастную страдалицу, за исключением того, что муж согревал её руки, а мать — ноги.— Мэри Гоув Николз. «Воспоминания об Эдгаре По»
Мэри Гоув, проникнувшись плачевным состоянием семьи, обратилась к Мэри Луизе Шью — женщине, которая занималась благотворительностью и помогала нуждающимся людям. С конца ноября по декабрь 1846 года она была частой гостьей в доме По, ухаживала за больной, собирала средства и нанимала доктора, облегчая страдания Вирджинии. Эдгар По, поражённый великодушием и бескорыстностью миссис Шью, посвятил ей несколько стихотворений, одно из которых так и называется — «К М. Л. Ш.».
Состояние Вирджинии серьёзно ухудшилось в январе 1847 года: жар и боли усилились, участилось кровохарканье. 29 января Эдгар По написал полное отчаянья письмо Мэри Шью, в котором просил её приехать и проститься с Вирджинией, которая так сильно к ней привязалась. Миссис Шью приехала на следующий день и успела застать её живой. 30 января 1847 года, ближе к ночи, Вирджиния По скончалась.
После похорон своей супруги Эдгар По сам оказался прикованным к постели — слишком тяжёлой оказалась утрата для тонкой переживающей натуры. Это был очередной серьёзный душевный срыв, неоднократно случавшийся с писателем прежде. Мэри Луиза Шью не оставила в беде и Эдгара По: она ухаживала за ним, пока тот окончательно не поправился. За это время они сильно сблизились, По неоднократно навещал миссис Шью у неё дома. Согласно некоторым источникам, это она подсказала По идею стихотворения «Колокола».
За предыдущий 1846 год Эдгар По выпустил сборник очерков «Маргиналии», рассказы «Сфинкс» и «Бочонок амонтильядо» (литературный ответ Томасу Инглишу). После вынужденного перерыва он снова вернулся к литературной деятельности, которая уже не была такой же активной, как раньше. В 1847 году состоялись всего четыре новые публикации: одна рецензия, одна статья, стихотворение «К М. Л. Ш.» и баллада «Улялюм». Последнее произведение вышло в American Review анонимно. По стремился достигнуть того же эффекта, что вызвала публикация «Ворона», но, к сожалению, публика не поняла сложную и образную поэтику, которую продемонстрировал автор. Об «Улялюме» говорили, но успех «Ворона» повторить не удалось.
Центральным произведением последних лет жизни Эдгара По стала «Эврика». «Поэма в прозе» (как определил её По), в которой говорилось о предметах «физических, метафизических, математических», по убеждению автора, должна была перевернуть представление людей о природе Вселенной. Над «Эврикой» он начал работать как только оправился от смерти Вирджинии. В начале 1848 года По снова начал лекционную деятельность. «О происхождении Вселенной» — так звучала её тематика. К сожалению, лекции не пользовались большой популярностью, вероятно, слишком сложной для восприятия оказалась тематика, поэтому по ходу лекционного турне По приходилось обращаться к теме более популярной — поэтам и поэзии. «Эврика» была опубликована в июне 1848 года. Это была последняя новая книга, вышедшая при жизни писателя.

#### Несостоявшийся брак
В январе 1848 года Эдгар По вернулся к идее издания своего собственного журнала и с новой силой начал готовиться к его выпуску. За основу был взят тот же, что и ранее, проспект, в нём были изложены те же идеи, прежним осталось и название — The Stylus. В первые номера он собирался включить свои статьи «Литературная Америка», над которыми работал последние два года. По намеревался вербовать подписчиков в ходе своего лекционного турне, которое началось в июле. Отказавшись от темы, раскрытой в «Эврике», он вернулся к привычным слушателям «Поэтам и поэзии Америки». В целом весьма успешный тур был прерван в Ричмонде, где, по свидетельствам очевидцев, По снова обратился к алкоголю. Его часто наблюдали пьяным, бродящим по улицам города, планы писателя снова ставились под угрозу. Но По всё же удалось взять себя в руки, и вскоре он вернулся в Фордхэм.

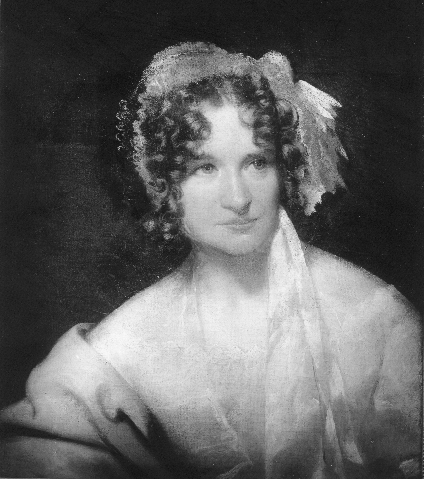
Портрет Сары Хелен Уитман, 1865 год

С Сарой Хелен Уитман Эдгар По был заочно знаком ещё с 1845 года, когда все в литературных кругах цитировали «Ворона». Поэтический роман, начавшийся с анонимной валентинки, написанной миссис Уитман, разгорелся весной 1848 года. Они обменивались письмами до осени того же года, пока в сентябре в Провиденсе не состоялась столь долгожданная личная встреча. Несколько дней они провели вместе, состоялось признание в чувствах, которое Уитман благосклонно приняла. Во время следующей встречи, которая состоялась 23 сентября, Эдгар По сделал ей предложение. Уитман колебалась — от своих же друзей она была наслышана о его «ненадёжности» и пристрастии к алкоголю. Несмотря на это, переписка продолжилась, и в декабре предложение о женитьбе было принято, с условием, что По бросит пить. 22 декабря в доме Уитман были подписаны необходимые документы, и состоялась помолвка. Однако за несколько дней до назначенного дня свадьбы Сара Уитман получила анонимное письмо, в котором её предостерегали против брака с По, ссылаясь на то, что его видели в состоянии опьянения. Объяснение состоялось немедленно, и свадьбу отменили.
За последние несколько лет творческая активность Эдгара По заметно снизилась. Новых художественных произведений было написано очень мало (особенно по сравнению с «лучшими» годами). По решил изменить ситуацию к лучшему и активнее взялся за перо. За первую половину 1849 года он написал рассказы «Прыг-Скок», «Как была набрана одна заметка», «Домик Лэндора», стихотворения «Эльдорадо», «К Анни», сонет «К матери». В июне была закончена знаменитая «Аннабель Ли», публикацию которой автор уже не увидел. Конечно, он рассчитывал улучшить своё финансовое положение за счёт этих произведений, но начавшаяся в 1849 году в Америке «золотая лихорадка» нарушила его планы. Люди массово отправлялись в Калифорнию, многие издания закрывались или переставали выплачивать гонорары. Снова оказавшись в отчаянном безденежье, По обращается к единственному доступному ему источнику доходов — лекциям.

#### Последнее путешествие

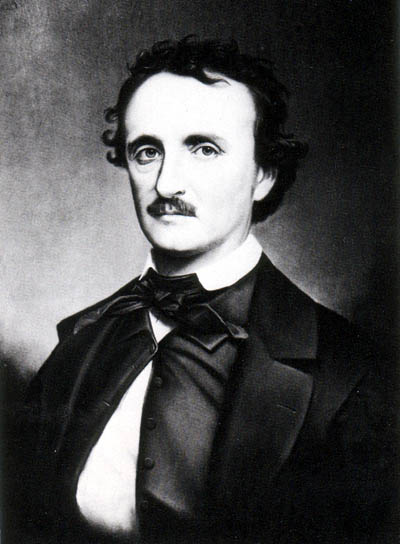
Портрет Эдгара По, написанный по дагеротипу, сделанному за 3 недели до смерти писателя

В апреле 1849 года Эдгару По пришло письмо от его состоятельного поклонника из Кентукки по имени Эдвард Паттерсон, который предложил ему учредить общенациональный журнал. Всю финансовую сторону проекта он брал на себя, а литературную полностью вверял в руки писателя. По с огромным энтузиазмом откликнулся на предложение, последовала переписка, в ходе которой стороны договорились встретиться в Сент-Луисе для обсуждения ближайших планов, а затем — вместе поехать в Нью-Йорк. По отправился в дорогу: в небольшое лекционное турне и навстречу будущему компаньону.
29 июня По покинул Фордхэм и направился в Ричмонд. Промежуточным пунктом была Филадельфия, город, по прибытии в который По напился. Он также потерял свой саквояж с лекциями и все деньги на дорогу, которые у него были. Какое-то время пробыв в Филадельфии, По с помощью друзей всё-таки добрался до Ричмонда. Писателю удалось справиться с тяжёлой ситуацией, и он перестал пить, восстановил лекции и начал успешно выступать со своим литературоведческим трудом — «Поэтическим принципом». В Ричмонде По возобновил знакомство со своей возлюбленной детства Сарой Эльмирой Ройстер (после брака имевшую фамилию Шелтон) и начал за ней настойчиво ухаживать, что в итоге вылилось в предложение о браке. Эльмира к тому времени была вдовой с приличным состоянием, доставшимся ей от умершего мужа. Как всегда, единственным препятствием к браку было пристрастие По к алкоголю. Он уладил вопрос, вступив в ряды общества трезвости «Сыны умеренности» и дав клятву воздерживаться от спиртного. Свадьба была назначена на 17 октября. В это время По охладел к предложению Паттерсона, вероятно, понимая, что после свадьбы он станет владельцем большого состояния и сможет самостоятельно запустить журнал. Встреча с будущим компаньоном была перенесена, но спустя некоторое время По вообще перестал отвечать на его письма.
Закончив лекции в Ричмонде, По засобирался в дорогу. Необходимо было завершить дела в Филадельфии и Нью-Йорке, подготовиться к свадьбе. 27 сентября 1849 года Эдгар По покинул Ричмонд и пароходом отправился в Балтимор. По его собственному плану, из Балтимора он должен был поездом отправиться в Филадельфию, а затем, также поездом, — в Нью-Йорк.

## Смерть и похороны
Вечером 3 октября 1849 года в Балтиморе доктор Джозеф Снодграсс, владелец одной из местных газет и давний друг По, получил записку следующего содержания:

Уважаемый сэр!
 Около избирательного участка 4-го округа, что в таверне Райана, находится какой-то довольно потрёпанный джентльмен, известный как Эдгар А. По, и, похоже, находится в крайне бедственном положении, и он говорит, что знаком с вами, и я вас уверяю — он нуждается в немедленной помощи. Пишу в спешке.
Искренне Ваш,
Джоз. У. Уокер

Оригинальный текст (англ.)Dear Sir, —
There is a gentleman, rather the worse for wear, at Ryan's 4th ward polls, who goes under the cognomen of Edgar A. Poe, and who appears in great distress, & he says he is acquainted with you, and I assure you, he is in need of immediate assistance.
Yours, in haste,
 Jos. W. Walker

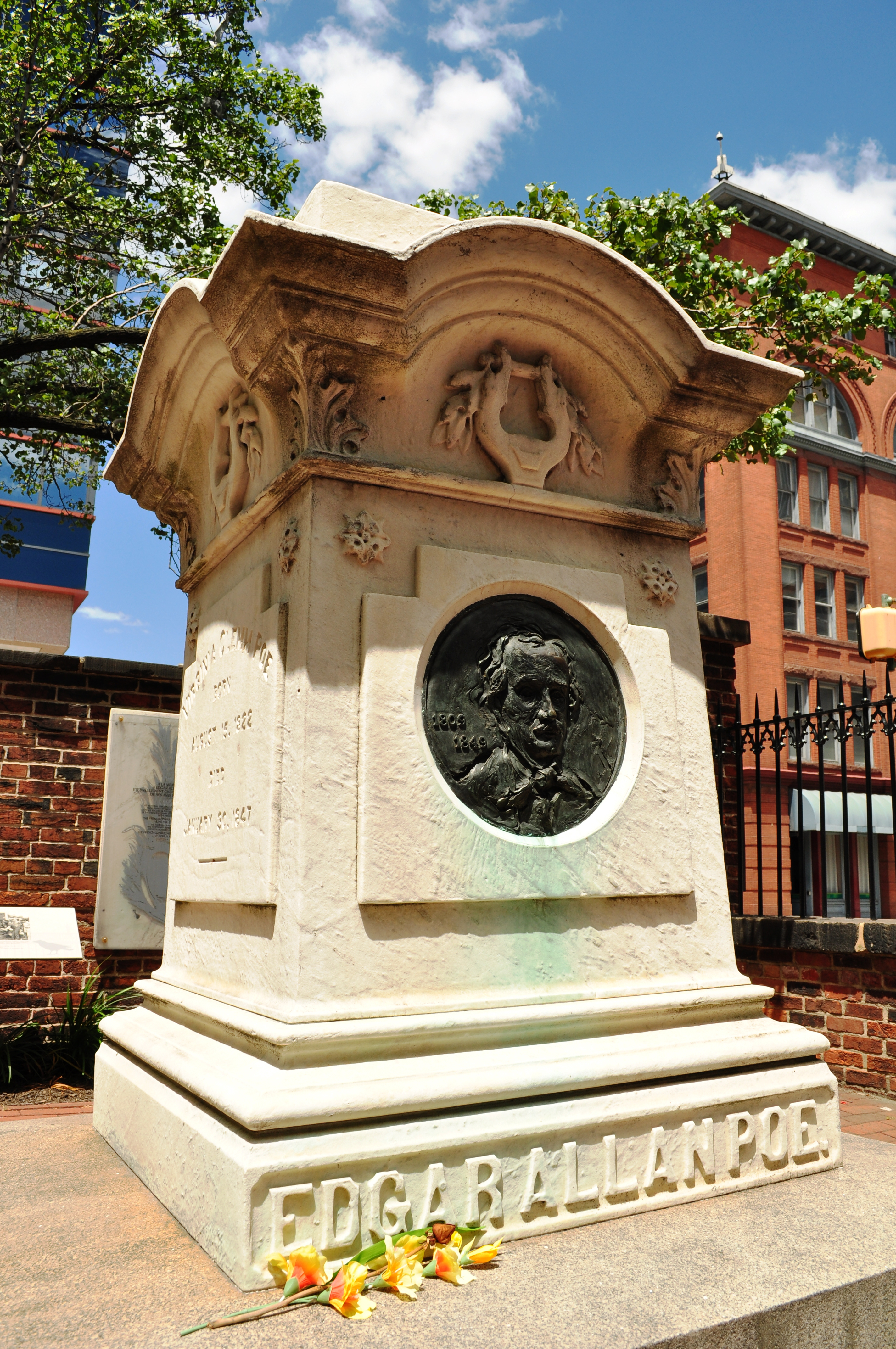
Памятник на могиле Эдгара По в Балтиморе

Снодграсс, хорошо знавший писателя, отправился за ним немедленно. Избирательный участок располагался непосредственно в таверне (что было вполне обычным для того времени явлением), где По и был обнаружен. Он находился в тяжёлом полуобморочном состоянии, не мог самостоятельно двигаться и связно говорить. На нём была грязная и потрёпанная одежда, ему не принадлежавшая. Снодграсс перевёз По в расположенную поблизости больницу Washington College Hospital около пяти часов вечера того же дня. Писатель оказался на попечении у доктора Джона Морана. До трёх утра следующего дня Эдгар По находился в бесчувственном (близком к коматозному) состоянии, затем у него начались конвульсии и делирий. В момент улучшения состояния, начавшегося 5 октября, По рассказал доктору Морану, что у него есть жена в Ричмонде, но вспомнить то, что с ним произошло, куда делись его вещи и как он оказался в Балтиморе, не мог. Состояние писателя снова ухудшилось вечером в субботу, 6 октября. Он впал в буйство и стал непрерывно звать некоего «Рейнольдса». В пять часов утра 7 октября 1849 года Эдгар По скончался. По словам доктора Морана, перед самой смертью он произнёс свои последние слова: 
Господи, помоги моей бедной душе.Оригинальный текст (англ.)Lord, help my poor soul.
Скромные похороны Эдгара Аллана По состоялись в 4 часа дня 8 октября 1849 года на кладбище Westminster Hall and Burying Ground, которое сейчас является частью территории Юридического колледжа Университета Мэриленда. Церемонией, на которой присутствовало всего несколько человек, руководил преподобный У. Т. Д. Клемм, дядя Вирджинии По. Она длилась всего три минуты по причине холодной и промозглой погоды. Псаломщик Джордж У. Спенс писал: «Был мрачный и пасмурный день, дождя не было, но было сыро, и надвигалась гроза». По был похоронен в дальнем углу кладбища, рядом с могилой деда, Дэвида По-старшего, в дешёвом гробу, без ручек, именной таблички, покрывала и подушки под головой.
1 октября 1875 года останки Эдгара По были перезахоронены на новом месте, недалеко от фасада церкви. Новый памятник был изготовлен и возведён на средства жителей Балтимора и поклонников писателя из других городов США. Общая стоимость памятника составила немногим больше 1500 долларов. Праздничная служба состоялась 17 ноября 1875 года. В 76-ю годовщину со дня рождения Эдгара По, 19 января 1885 года, останки Вирджинии По были перезахоронены рядом с останками мужа.

### Обстоятельства и причина смерти
Обстоятельства, предшествовавшие смерти Эдгара По, как и непосредственная её причина, по сей день остаются невыясненными. Все медицинские записи и документы, включая свидетельство о смерти, если они вообще существовали, были утеряны. Существует несколько различных теорий о причине смерти По, разной степени правдоподобности: от гипогликемии до сговора с целью убийства.
Одна из основных версий была популяризирована доктором Джозефом Снодграсом, который настоятельно утверждал, что причиной смерти По был алкоголь. Ещё в своих мемуарах он писал о том, что обнаружил По в «состоянии зверского опьянения», и использовал собственную теорию для распространения в обществе трезвости, в котором состоял. Именно поэтому достоверность теории Снодграсса была подвергнута сомнению. В 1885 году доктор Моран в своей серии лекций «в защиту По» оспаривал позицию Снодграсса и утверждал, что тот умер не под влиянием какой-либо интоксикации. Моран утверждал, что «от По не исходило ни малейшего запаха алкоголя». Однако и слова Морана не вполне заслуживают доверия. И всё же приступы алкоголизма По, когда они имели место, не были столь глубокими и затяжными для того, чтобы спровоцировать цирроз печени. Образ По-алкоголика в основном поддерживался его литературными врагами (среди которых особенно выделился Руфус Гризвольд) и является, как минимум, спорным.
Среди большого количества иных причин смерти в последующие годы назывались различные виды заболеваний: опухоль головного мозга, диабет, различные формы ферментной недостаточности, сифилис, апоплексический удар, алкогольный делирий, эпилепсия и менингит. В 2006 году было проведено исследование образцов волос Эдгара и Вирджинии По, результаты которого опровергли возможность отравления свинцом, ртутью, а также другими токсичными испарениями тяжёлых металлов. Также среди причин называлась и холера, эпидемия которой разразилась в Филадельфии в 1849 году.
Существует и ещё одна теория, которую выделяют многие биографы писателя. На 3 октября в Балтиморе были назначены выборы в конгресс и законодательное собрание штата Мэриленд. В то время не существовало списков избирателей, чем пользовались противоборствующие кандидаты и партии, которые формировали специальные группы избирателей. Людей под воздействием алкоголя собирали в специальных местах, а затем заставляли голосовать по нескольку раз. Вероятно, По, оказавшийся жертвой преступной схемы, похожей на «избирательную карусель», стал бесполезным по причине своего состояния и был брошен около избирательного участка 4-го округа, где его и нашёл Джозеф Уокер. Однако и у этой теории есть противники, утверждающие, что По, как человеку весьма известному в городе, было бы трудно участвовать в подобной схеме.

### «Мемуары» Гризвольда

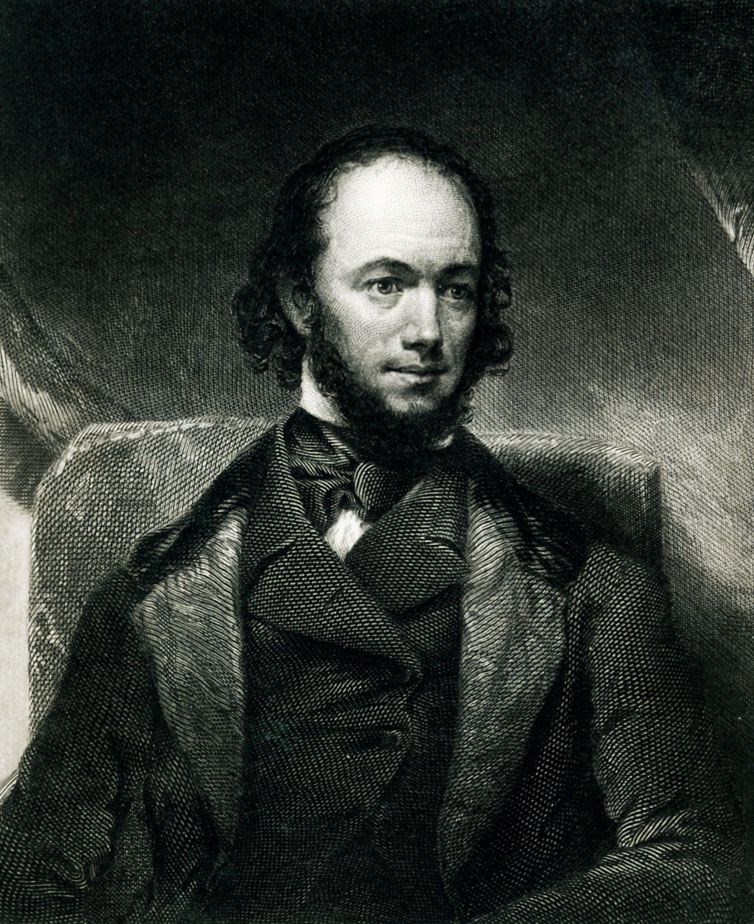
Руфус Уилмот Гризвольд — человек, запятнавший репутацию Эдгара По после его смерти

В день, когда По был похоронен, в газете New-York Tribune появился объёмный некролог, написанный неким «Людвигом». Вскоре его перепечатало множество изданий по всей стране. Начинался он такими словами: «Эдгар По мёртв. Он умер позавчера в Балтиморе. Известие это поразит многих, но мало кого опечалит». Позже выяснилось, что за псевдонимом «Людвиг» скрывался Руфус Уилмот Гризвольд, редактор, критик и составитель антологий, который испытывал к По неприязнь с 1842 года, когда сменил его в кресле редактора Graham’s Magazine. При жизни По их конфликт носил эпистолярный характер, ограничивавшийся взаимными нападками в литературных статьях. После его смерти Гризвольд начал методично разрушать его репутацию, формируя крайне отрицательный образ писателя в обществе.
Гризвольд написал «Мемуары автора», биографическую статью о По, в которой представил его неисправимым пьяницей, наркоманом, безумцем и безбожником, включив письма писателя в качестве доказательства. Многие из его заявлений были полуправдой, большинство — откровенной ложью. В частности, можно с уверенностью сказать, что По не был наркоманом. Несмотря на то, что люди, хорошо знавшие По (особенно писатель и редактор Н. П. Уиллис, поэтессы С. Х. Уитман и Ф. С. Осгуд, журналист и издатель Дж. Грэм), неоднократно предпринимали попытки выступить в его защиту и резко осудили «Мемуары», образ, созданный Гризвольдом, на долгие годы стал общепризнанным. В 1941 году было доказано, что письма По, которые Гризвольд использовал в своей работе в качестве доказательства, были подделаны.
По заявлениям Гризвольда, незадолго до смерти По назначил его своим литературным душеприказчиком. Не установлено, было ли это в действительности так или он получил эту должность с помощью какой-либо аферы или ошибки Марии Клемм, тёщи писателя. Литературовед Ю. В. Ковалёв считал признанным факт участия самого По в назначении Гризвольда его душеприказчиком. Как бы то ни было, в последующие годы Гризвольд, распоряжавшийся литературным наследием По, получил огромную прибыль с продаж ставшего успешным среди читателей четырёхтомного сборника его произведений, не оставив Марии Клемм ни пенни.

### Тайный поклонник
Ежегодно, начиная с 1949 года, неизвестная личность посещала могилу Эдгара По, отдавая дань памяти таланту писателя. Ранним утром 19 января человек, одетый в чёрное, приходил на могилу По, произносил тост и оставлял на надгробии бутылку коньяка и три розы. Иногда на надгробии находили записки различного содержания. В одной из них, оставленной в 1999 году, сообщалось, что первый тайный поклонник скончался в прошлом году и обязательства по продолжению традиции были возложены на его «наследника». Традиция продолжалась 60 лет вплоть до 2009 года, когда тайного поклонника видели на могиле в последний раз.
15 августа 2007 года 92-летний Сэм Порпора, историк Вестминстерской церкви, где похоронен По, заявил, что именно он начал традицию ежегодного посещения могилы писателя в день его рождения. Он сообщил, что целью его акции были сбор средств на нужды церкви и повышение интереса к ней. Однако его история не подтвердилась — некоторые упомянутые им подробности не увязывались с фактами. В 2012 году Джефф Джером, хранитель дома-музея Эдгара По, который ранее опроверг слухи, что это он является поклонником, провозгласил окончание традиции.

## Личность

### Внешность и характер

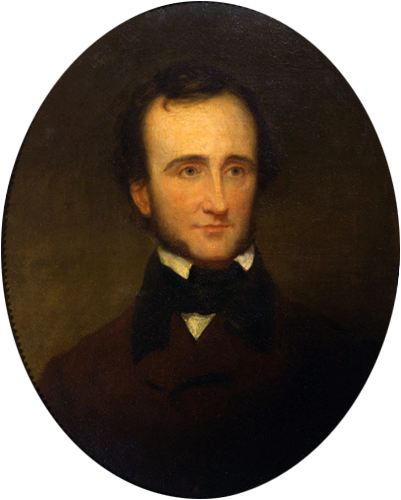
Портрет Эдгара Аллана По кисти Сэмюэла Осгуда, написанный в 1845 году

В ранних описаниях внешности преобладал образ привлекательного и атлетичного молодого человека, склонного к худобе. «Тонок, как бритва», — так Джон Аллан описал своего пятнадцатилетнего пасынка. По словам друзей детства, молодой По был «заводилой» и неформальным лидером компании. Он был выносливым, ловким и хорошо физически сложенным подростком. По также был превосходным пловцом — в 15-летнем возрасте он на глазах у приятелей проплыл вверх по течению реки Джеймс семь с половиной миль.
Первым наиболее достоверным описанием внешности По является то, что он указал сам для поступления на службу в армию: «серые глаза, каштановые волосы, бледный цвет лица, рост — 5 футов 8 дюймов». Общим моментом в описаниях По в молодости являются точёные черты лица и худощавое телосложение, а также отсутствие усов. Вместо них он носил бакенбарды, которые видны на первых портретах писателя. Современница По, проживавшая в Балтиморе в начале 30-х годов, так обрисовала внешность двадцатитрёхлетнего писателя:

У мистера По были тёмные, почти чёрные волосы, которые он носил длинными, зачёсывая назад, как принято у студентов. Волосы были тонкими и шелковистыми. Ни усов, ни бороды он не отпускал. Нос у него был длинный, прямой, черты лица правильные и тонкие, прекрасный рисунок губ. Он был бледен и щёки его никогда не окрашивал румянец: кожу отличал красивый и чистый оливковый оттенок. Выражение лица он имел меланхолическое. Худощавый, но великолепно сложенный, он держался по-военному прямо и ходил быстрым шагом. Но более всего пленяли его манеры, они были полны изящества <…> Одевался По всегда в чёрный, застёгнутый на все пуговицы сюртук со стоячим воротником <…> Он не следовал за модой, а придерживался собственного стиля, который отличала некоторая небрежность, точно его мало заботила одежда. По виду его можно сразу было сказать, что он совсем не такой, как другие молодые люди.

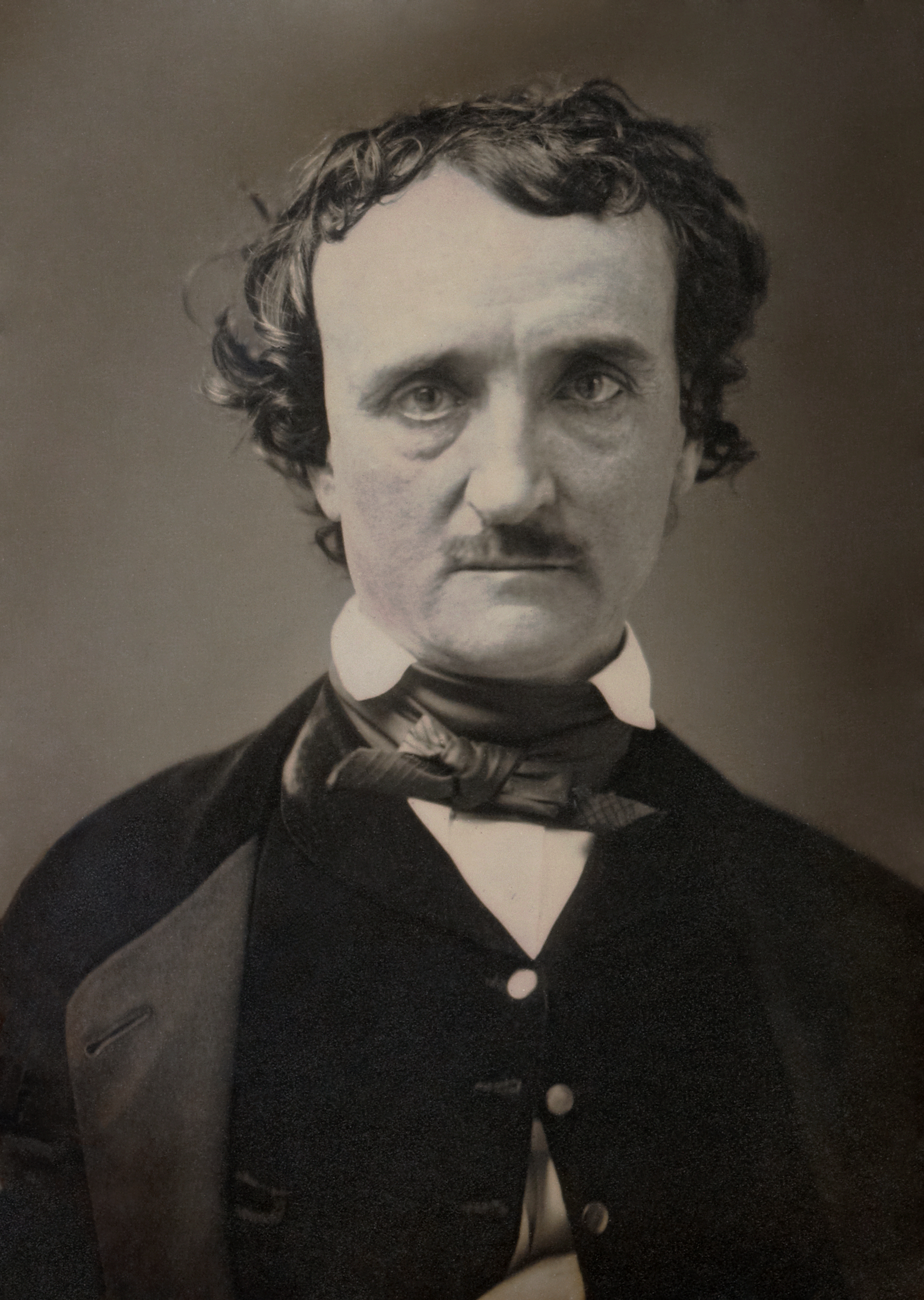
Дагеротип Эдгара Аллана По, сделанный за 4 месяца до смерти

Во многих воспоминаниях о писателе упоминалось, что он был чрезвычайно отзывчив на доброе отношение к себе и крайне болезненно воспринимал несправедливость и любые укоры, насмешки в свой адрес. Свидетельства раннего периода жизни Эдгара По не отмечают черту, ставшую характерной в зрелый период и укоренившуюся до конца жизни, — частые перемены настроения и психологическую уязвимость перед лицом проблем, выбивавших его из душевного равновесия. Вероятно, перелом произошёл во время учёбы в университете и особенно после отчисления из Вест-Пойнта, когда он покинул отчий дом. По часто наблюдали в сумрачном расположении духа и в состоянии эмоционального напряжения, причину которых можно найти во множестве трудностей, преследовавших его по жизни. Но даже в особенно тяжёлые периоды он находил силы много писать. В течение всей своей писательской карьеры По тщательно и методично редактировал написанные ранее работы, доводя их до совершенства. Издатель Ламберт Уилмер, современник По, отмечал его огромную трудоспособность: «В моём представлении он был одним из самых трудолюбивых людей на Земле. Я заходил его проведать в разные дни в разное время суток и всегда отрывал его от дела — он работал». Иллюстратор Феликс Дэрли так описывал писателя:

По произвёл на меня впечатление человека изысканного, очень сдержанного и чрезвычайно аккуратного; всегда заинтересованный, что было следствием его пытливого, но печального ума. Говорил он тихо и сдержанно, редко улыбался. Я помню, как он читал свои рассказы «Золотой жук» и «Чёрный кот», ещё до того как были опубликованы. Рукопись имела своеобразную форму: он писал на разрезанных пополам нотных листах, склеивая их по короткому краю. Получался длинный рулон, который он плотно сворачивал <…> Текст был записан чётким аккуратным почерком, видимо, совсем без помарок.
Последние годы жизни, полные потрясений и проблем с алкоголем, принесли за собой ухудшение здоровья, которое отразилось и на внешности По. Трудно поверить, что человек на портрете работы С. Осгуда и на дагеротипе июня 1849 года — одно лицо. В 1846 году один из знакомых писателя сказал: «…очевидно, По сам убивает собственное тело». Образ с усами и асимметричным лицом получил наибольшее распространение, поскольку единственный достоверный источник информации о внешности того времени — дагеротипные фотографии — были получены в последние 2—3 года жизни — время, когда писатель начал носить усы, а жизненные трудности уже отразились на здоровье и внешнем облике.

### Мировоззрение
Однозначное определение мировоззрения и типа сознания Эдгара По представляется трудной задачей. Его общественные, философские и эстетические идеи отличаются сложностью, противоречивостью и нестабильностью. Элементы материализма вписываются в общую идеалистическую картину мира, рационалистический подход бесконфликтно сосуществует с интуитивистским, опережающие своё время научные прозрения сочетаются с ревностной приверженностью к консервативным взглядам и т. д. Однако, несмотря на всю сложность и противоречивость, мировоззрение По обладает неким единством и общей направленностью: его взгляд на мир пессимистичен, а сознание — трагично. Исток подобного мироощущения По заключён в обстоятельствах, в которых формировалась его личность. Он не принимал и категорически отвергал идеалы «новой» буржуазной Америки, пришедшие на смену жизненному укладу и ценностям «аристократического» юга страны, в том числе родной для По Виргинии.

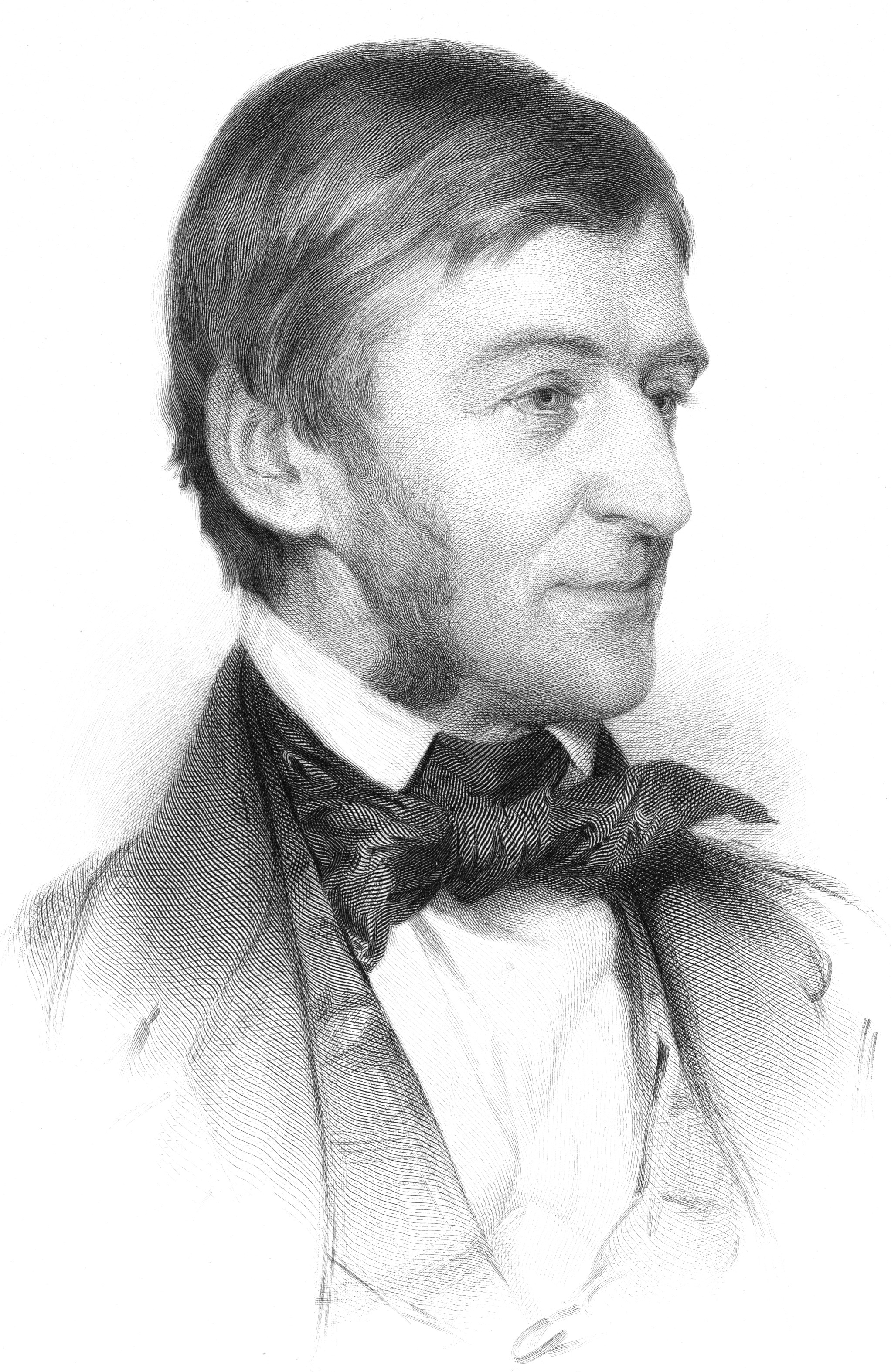
Трансценденталист Ральф Уолдо Эмерсон был главным идеологическим оппонентом По

Философия Эдгара По в подавляющем большинстве её основных положений противопоставлялась идеологии трансценденталистов, с которыми писатель вёл долгую и непримиримую борьбу. Идеологические разногласия с ними принимали форму колких выпадов и едких пародий на страницах его статей, рассказов и личных писем. Главной целью язвительной критики По был Ральф Уолдо Эмерсон и писатели, разделявшие его идеи об общественном прогрессе, совершенствовании личности, возможности приближения человека к Богу. В определённый момент на новом этапе исторического развития американской социальной, философской и литературной жизни были проложены две линии: символом одной из них была фигура Эдгара По, другой — Эмерсона.
По прекрасно видел, куда ведут тенденции современной ему промышленной цивилизации. О его отношении к техническому прогрессу и индустриализации говорят строки из «Беседы Моноса и Уны»: «Возникли гигантские города, дымящиеся множеством труб. Зелёные листья пожухли от горячего дыхания топок. Прекрасный лик Земли был обезображен так, словно на нём оставила следы какая-то отвратительная болезнь». Можно сказать, что Эдгару По было свойственно экологическое мышление. В то же время, нельзя сказать, что он категорически отвергал технологический прогресс. По отказывался видеть в нём конечную цель стремлений человека на пути к счастью. Однако, признавая прогресс научный и технический, он не верил в прогресс моральный, в способность человека и общества к совершенствованию. Он скептически относился к взглядам писателей-романтиков и трансценденталистов, которые были убеждены в том, что человечество идёт в своём развитии к благой цели. «Улучшение не подобает прогрессу нашей цивилизации», — так По выразил своё отношение к идеям мелиоризма. Но писатель лишь назвал тревожившие его тенденции в социальной жизни. Они получат художественное отражение и развитие гораздо позже — в антиутопиях XX века.
Также Эдгар По верил, что идея социального равенства, насаждаемая трансценденталистами, абсурдна и вредна. Естественно, что подобный взгляд определил и его отношение к демократии и социальным реформам. Он не верил в народовластие, так как считал, что оно несёт с собой опасность потери свободы, когда подавляется индивидуальность, а политиканы устанавливают господство над «толпой», манипулируя ею. По был уверен, что стремление перестроить общество на основах социальной справедливости принесёт гораздо больше бед, чем существование в нём естественной иерархии. В понимании По равенство — это не равноправие перед законом, а всеобщее усреднение, губительное растворение личности в массе, бездуховном конформизме. Мысли писателя о достоинствах и недостатках демократии, о роли демагогов в демократическом обществе и важности свободы нашли художественное отображение в таких рассказах, как «Тысяча вторая сказка Шехерезады», «Разговор с мумией», «Mellonta Tauta» и других.

### По и алкоголь
Ещё при жизни Эдгару По приписывали болезненное пристрастие к спиртному. Литературные враги использовали образ По-алкоголика для защиты от его жёстких критических нападок, как средство его дискредитации. Этот образ долгое время господствовал и после его смерти. Огромную роль в его становлении и укреплении сыграл автор первой наиболее полной биографии писателя — Руфус Гризвольд. Для установления истинной картины отношений По с алкоголем едва ли справедливо опираться на мнения людей, открыто враждовавших с ним. Не подлежит сомнению тот факт, что он пил, и пил много, но случаи злоупотребления носили периодический характер: несколько запойных дней сменялись месяцами и даже годами без спиртного.
Впервые По начал употреблять спиртное во время учёбы в университете. Особой популярностью у студентов пользовался «peach and honey» («персик и мёд»), крепкий и сладкий коктейль из фруктов и алкоголя (например, бренди) с добавлением мёда и льда. В университетский год По не испытывал болезненного пристрастия к спиртному, он пил, скорее, за компанию и потому что так было принято, нежели ради удовлетворения потребности. По продолжил пить в Вест-Пойнте, практически по тем же причинам, что и в университете. Несмотря на то, что алкоголь в стенах академии был строго запрещён, это не мешало кадетам доставать его в таверне, которая находилась неподалёку. В свою очередь, отсутствие в обвинениях Военного суда академии пункта «пьянство» предполагает, что увлечение Эдгара По алкоголем носило в то время всё так же умеренный характер.
Серьёзные приступы алкоголизма начались в бостонский период 30-х годов, когда писатель оказался без финансовой поддержки отчима. В тот момент, когда жизненные проблемы накапливались до определённой точки, наступал психологический срыв, который непременно заканчивался обращением к алкоголю. Это, в свою очередь, только усугубляло сложное положение, притягивало неудачи в делах и портило репутацию. Эдгар По понимал губительное действие спиртного на его жизнь и карьеру и, бывало, воздерживался от него месяцами и даже годами (обычно в относительно благополучные периоды), но под тяжестью проблем непременно срывался. Осложнялось всё и особой восприимчивостью его к алкоголю. Лично знавшие писателя люди отмечали, что тому для сильного опьянения нужно было совсем небольшое его количество. Известный писатель Томас Майн Рид писал: «Единственный бокал шампанского оказывал на него такое сильное воздействие, что он едва ли мог контролировать собственные поступки». Мария Клемм, тёща писателя, предупреждала: «Не наливайте ему вина… когда он выпьет стакан или два… он не отвечает ни за свои слова, ни за собственные поступки».
Джон Дэниел, редактор ричмондской газеты Examiner, утверждал, что «его [По] тяга к алкоголю была болезнью — ни в коем случае ни источником удовольствия, ни источником радости». Причиной алкоголизма По была не дурная наследственность, болезненное психологическое пристрастие или отсутствие силы воли противостоять ему. Не пьянство являлось источником помутнённого состояния, а болезнь и тяжёлые душевные потрясения провоцировали обращение к спиртному. Шарль Бодлер объяснял болезненное пристрастие «несовместимостью с общественной средой и внутренней творческой потребностью».
Н. В. Шелгунов в предисловии к одной из публикаций Эдгара По в России писал:

Весьма естественно, что человек замкнутый и глубоко несчастливый, брошенный ребёнком на произвол судьбы, человек с головою, занятою постоянной мозговой работой, искал иногда наслаждения и забвения в вине. По бежал в мрак пьянства от литературных неудач, от семейного горя, от оскорблений бедности; По пил, не наслаждаясь, а как варвар, поспешно сберегая время, совершенно по-американски, точно он совершал какое-то убийство, точно ему надо было что-то заглушить в себе.
Мария Клемм приписывала алкоголизм По его любви к Вирджинии, считая, что болезнь и ухудшение состояния жены он самостоятельно, без алкоголя, вынести не мог. В одном из писем, отправленных другу в 1848 году, Эдгар По писал:

С каждым новым периодом обострения болезни я любил жену всё нежнее и всё отчаяннее держался за её жизнь. Но, будучи от природы человеком чувствительным и необычайно нервным, я временами впадал в безумие, сменявшееся долгими периодами ужасного просветления. В состояниях совершенной бессознательности я пил — один Господь знает, сколько и как часто. Разумеется, мои враги приписывают безумию злоупотребление вином, но отнюдь не наоборот.
В конце августа 1849 года Эдгар По вступил в общество трезвости «Сыны умеренности», дав клятву больше никогда не употреблять спиртное. Неизвестно, удалось ли По сдержать своё обещание — по этому вопросу существует множество спекуляций. Невозможно доказать и то, что причиной смерти писателя стало алкогольное отравление.

## Творчество

### Анализ. Особенности стиля и тематики

#### Поэзия

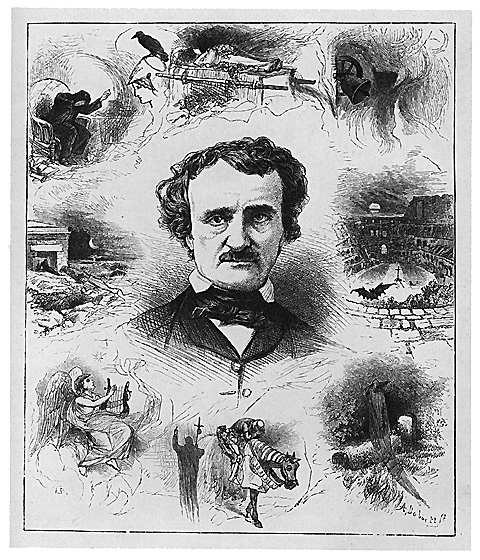
Эдгар По и мотивы его поэзии. Из левого верхнего угла по часовой стрелке: «Ворон», «Аннабель Ли», «Колокола», «Колизей», «Молчание», « Эльдорадо», «Израфель», «Улялюм». Гравюра на дереве, 1876 год

В первом серьёзном поэтическом опыте Эдгара По, сборнике «„Тамерлан“ и другие стихотворения», явно прослеживается влияние английских романтиков: Шелли, Вордсворта, Кольриджа, Китса и в особенности Байрона, личность и творчество которого так сильно его привлекали. Стихи носили подражательный характер, что, по словам литературоведа Ю. В. Ковалёва, «было нормой в поэзии американского Юга». Типичными для европейской романтической лирики были и мотивы ранней поэзии По: тоска, одиночество, разочарование, упадок, смерть.
С 1830 года, то есть с началом зрелого этапа в творчестве, центральными мотивами лирики По стали любовь и смерть. Вместе они соединились в сюжет, который поэт считал самым поэтическим в мире, — смерть прекрасной женщины. Подтверждает это и статистика: из тридцати канонических стихотворений, которые были опубликованы начиная с 1831 года, одиннадцать посвящены смерти, восемь — любви, два — любви и смерти, девять — прочим темам, при этом восемь из одиннадцати «смертельных» стихотворений имеют дело с кончиной прекрасной женщины. Главную цель поэзии По видел в достижении эффекта, смысл которого сводился к эмоционально-психологическому воздействию на читателя, вызову у него душевного волнения, трепета. Именно поэтому в центре его лирики — любовь и смерть, два события, которые, по единодушному мнению романтиков, обладали мощным эмоциональным зарядом.
Фундаментом всей поэтической теории По является «Высшая Красота» — понятие объективно существующее, но полностью не познаваемое. При этом поэт является проводником в мир прекрасного, а его творчество — связующим звеном, благодаря которому читатель имеет возможность соприкоснуться с этим миром. Истоки красоты По находит в трёх основных сферах действительности: природе, искусстве и мире человеческих чувств, среди которых особое место занимают любовь и горе утраты возлюбленной. Строгий порядок, соразмерность и гармония — это столпы прекрасного у По. Любую диспропорцию, отсутствие чувства меры, в том числе пафос и нравоучительность, По решительно и категорически отвергал.

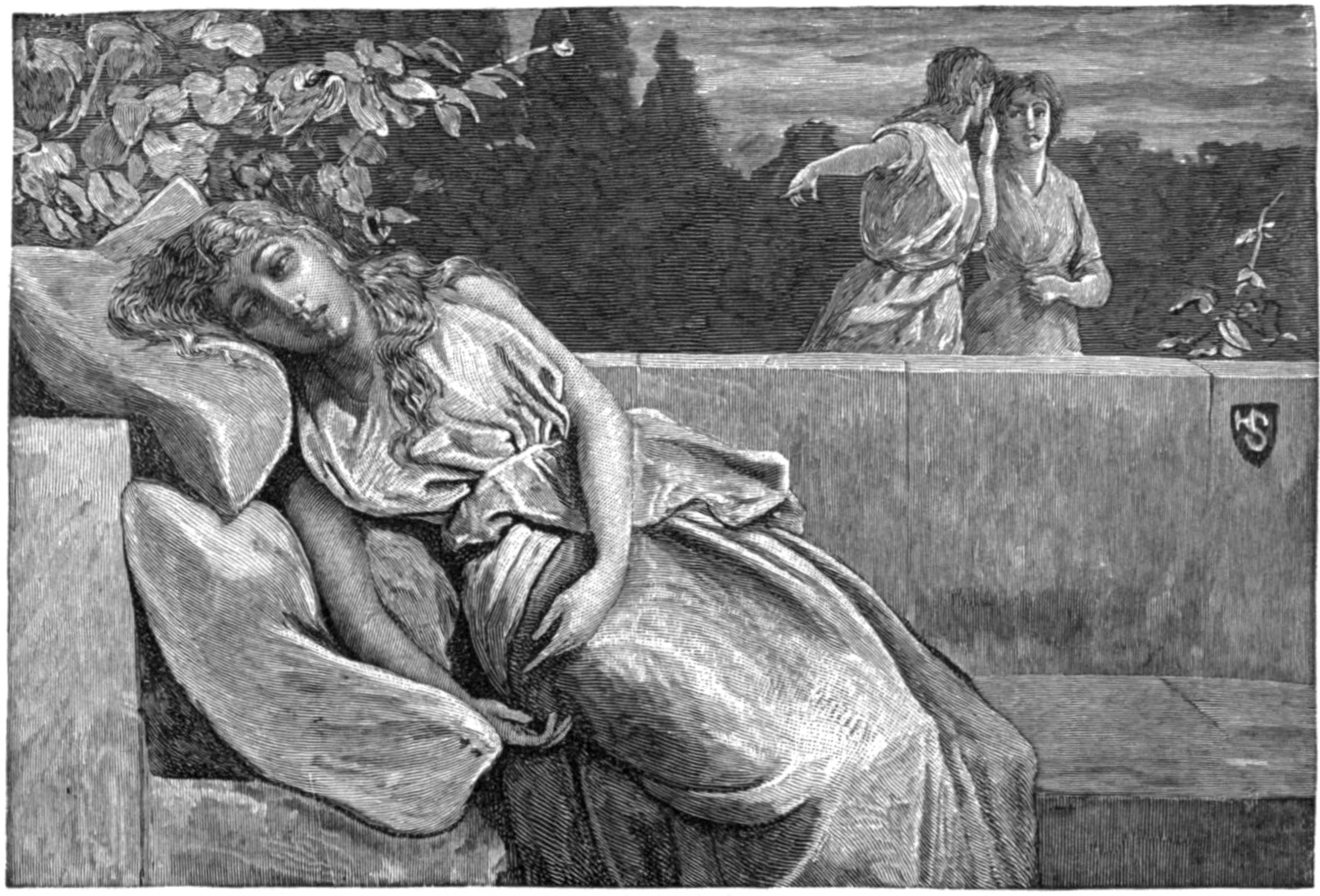
Смерть прекрасной женщины Эдгар По считал «наиболее поэтическим предметом на свете». Иллюстрация Генри Сэндхэма к стихотворению «Линор» (1885)

Образы в поэзии По неопределённы и расплывчаты, их конечная цель — в стимулировании воображения читателя с помощью эмоционального подтекста. Так, критик В. В. Брукс отмечал: «Веря, что „в неопределённости — душа поэзии“, он стремился объять „неведомое, туманное, непостижимое“. Образы его лирики не вызывали в памяти картинки действительности, но будили ассоциации неясные, отдалённые, зловещие или меланхолические, величественные и печальные». Яркая и глубокая образность поэзии является следствием его установки на неопределённость. При этом система его образов имеет две особенности, которые стоит принимать во внимание: во-первых, метафоры у него собраны вокруг группы символов, которые для читателя являются ориентирами в общем полотне стихотворения; во-вторых, сами метафоры внутреннее тяготеют к символизму и зачастую работают как символы, делая произведение многоуровневым.
Х. Оден в своём эссе о жизни и творчестве Эдгара По утверждает, что никто из современников Эдгара По «не тратил столько энергии и таланта на то, чтобы знать законы просодии и не допускать ошибок в звуковом строе стихотворения». И действительно, одной из отличительных черт поэзии По является её музыкальность, под которой сам поэт понимал всю звуковую организацию стиха (включая стихосложение, ритм, метрику, рифму, системы рифмовки, строфику, рефрен и т. д.) в органичном единстве с образно-смысловым содержанием. По осознанно стремился найти в стихосложении новые средства — он экспериментирует с размерами и строфами, скрупулёзно, вплоть до математического подхода, высчитывает внутреннюю рифму, аллитерации, достигая ритмичности и музыкальности, которую Брюсов назвал не умирающей. Все эти элементы, взаимосвязанные друг с другом, служат для По неотъемлемым элементом для достижения главной цели — эмоционально-психологического воздействия на читателя. Все частные принципы и средства организации стихотворения подчинены этому воздействию, которое сам автор называл «тотальным эффектом» (англ. totality effect). В статье, посвящённой анализу творчества Н. Готорна, Эдгар По разработал один из эстетических принципов, которого он неуклонно придерживался: 

Если уже первая фраза не содействует достижению единого эффекта, значит, писатель с самого начала потерпел неудачу. Во всём произведении не должно быть ни одного слова, которое прямо или косвенно не вело бы к единой задуманной цели. Вот так, тщательно и искусно, создаётся, наконец, картина, доставляющая тому, кто созерцает её, чувство наиболее полного удовлетворения.

#### Новеллистика
Ранние рассказы По носят преимущественно пародийный и экспериментальный характер. Пародирование в них — это форма отталкивания от литературных канонов традиционного романтизма, шаг на пути к пониманию законов жанра и выработке собственного стиля. В «Метценгерштейне», первоначально имевшем заголовок «В подражание немецкому», — ужасы немецких романтиков, в «Свидании» — английский романтизм байронического толка, в рассказах «Герцог де Л’Омлет» и «Бон-Бон» — напыщенность и живость французского романтизма. Несмотря на ученический характер ранней новеллистики По, уже в ней начинают прослеживаться стилистические приёмы, которые в будущем он доведёт до совершенства, — переплетение ужасного и комического, пристальное внимание к деталям и яркая поэтическая образность. Уже в первых опытах, пародийных и сатирических, формировался жанр, ставший одной из визитных карточек По, — психологическая новелла.

##### Психологические рассказы

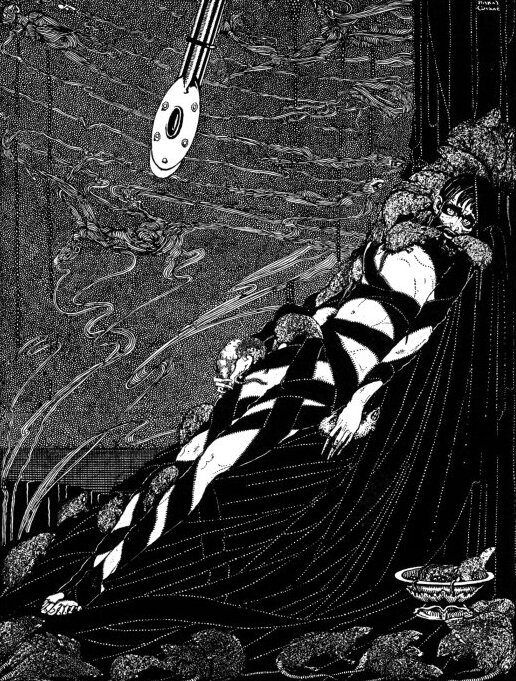
Исследование человеческого сознания в момент наивысшего напряжения — одна из главных черт новеллистики Эдгара По. Иллюстрация Гарри Кларка к рассказу «Колодец и маятник»

Литературовед В. М. Фриче писал: «Мрачная фантастика, постепенно исчезавшая из европейской литературы, вспыхнула ещё раз оригинально и ярко в „страшных рассказах“ По — то был эпилог романтизма». Для так называемых психологических или «страшных» рассказов По характерен сюжет, изображающий мрачные события и катастрофу, трагические изменения человеческого сознания, охваченного страхом и теряющего контроль над собой. Для них типична зловещая, угнетающая обстановка, общая атмосфера безнадёжности и отчаяния. Мистичность этих рассказов обусловлена стремлением автора разгадать метаморфозы человеческой психики и познать её тайные свойства и патологии, обнажавшиеся в «аномальных» условиях. Из всех психологических состояний человека особый интерес у По вызывало чувство страха: страх перед смертью, жизнью, одиночеством, безумием, людьми, будущим. Вершиной психологической новеллистики По широко признаётся «Падение дома Ашеров» — рассказ, изображающий уже не страх перед жизнью или смертью, а страх перед страхом жизни и смерти, вызывающий душевное оцепенение и провоцирующий разрушение личности. Истоки интересов По к подобным мотивам и тематике можно найти не только в системе взглядов этого художественного направления, но и в его собственном мироощущении, которое в зрелом возрасте формировалось в атмосфере угасания, бесперспективности и бесцельности. По, выросший в Виргинии, «оплакивал» идеалы интеллектуального аристократического Юга, на смену которым пришли угнетавшие его идеалы Филадельфии и Нью-Йорка — центров буржуазной и коммерческой Америки.
Одной из психологических загадок, особенно интересовавших Эдгара По, было врождённое тяготение человека к нарушению запрета, феномен, который он назвал «бесом противоречия» (англ. imp of perverse). Наиболее яркое художественное воплощение он нашёл в рассказах «Чёрный кот» и «Сердце-обличитель». В этих, как и в некоторых других произведениях, внутреннюю мотивацию героев, совершающих запретные поступки — от безобидных невинностей до убийства — невозможно объяснить рационально. Это гибельное стремление к самоистреблению, балансирование на краю пропасти По приписывает свойству человеческой натуры как таковой, но при этом считает его аномалией, отклонением от психической нормы. Желая систематизировать и оформить свои идеи, в 1845 году он написал рассказ «Бес противоречия», в преамбуле к которому описал свойства данного феномена:

"Это — mobile (с фр. — «побудительная причина») без мотива, мотив не motivirt (искаж. нем. мотивированный). По его подсказу мы действуем без какой-либо постижимой цели… Мы поступаем так-то именно потому, что так поступать не должны. Теоретически никакое основание не может быть более неосновательным; но фактически нет основания сильнее. С некоторыми умами и при некоторых условиях оно становится абсолютно неодолимым. Я столь же уверен в том, что дышу, сколь и в том, что сознание вреда или ошибочности данного действия часто оказывается единственной непобедимой силой, которая — и ничто иное — вынуждает нас это действие совершить. И эта ошеломляющая тенденция поступать себе во вред ради вреда не поддаётся анализу или отысканию в ней скрытых элементов. — Эдгар Аллан По. Рассказ «Бес противоречия» (1845)
Важнейшее место в художественной структуре психологических новелл По занимают категории пространства и времени. В таких рассказах, как «Бочонок амонтильядо», «Падение дома Ашеров», «Береника», «Лигейя», «Морелла», «Колодец и маятник», пространство замкнуто и ограничено, человек в нём отрезан от мира, и как следствие он сам и его сознание становятся объектом и субъектом пристального анализа. В других новеллах, таких как «Сердце-обличитель», «Чёрный кот», «Человек толпы», замкнутость пространства, то есть физическая, сменяется психологической. Сознание героя всё так же оторвано от мира и сконцентрировано на самом себе, само его существование ощущается как пролог к катастрофе, гибели. Категория времени в психологических рассказах По зачастую не имеет привязки к конкретному хронологическому или историческому моменту. Изображается момент существования, осознаваемого в канун катастрофы или гибели, который одновременно и компактен, и безграничен. В него вмещается не только агония погибающего сознания героя, но и вся его история: поток пережитых эмоций и воспоминаний.

##### Детективные рассказы
Для Эдгара По деятельность интеллекта человека представляла не меньший интерес, чем его психология. Наиболее явно он прослеживается в так называемых детективных или, как их определял сам автор, логических рассказах (англ. tales of ratiocination). К ним он относил «Убийство на улице Морг», «Тайну Мари Роже» и «Похищенное письмо». Слава По как родоначальника детектива заключена не в том, что он написал первый детективный рассказ в истории литературы, а в том, что он разработал и применил принципы будущего жанра, ввёл его основные элементы, создал форму и структуру. Из его логических рассказов в современный жанр перешла устойчивая пара действующих лиц: герой — рассказчик, к которой третьим элементом добавлен герой с заурядными способностями, лишённый оригинальности ума. У По это префект Г., который воплощает косную традиционность полицейского сыска и служит фоном для наиболее яркого раскрытия талантов героя, делая их и без того удивительными. Есть и некоторые различия между первыми рассказами По и современными экземплярами жанра. Так, последующее развитие детектива изменило образ рассказчика. У По он скорее умён, чем глуп, только ум его зауряден и лишён интеллектуальных способностей героя, гибкости и интуиции. Структура же логических рассказов По практически без изменений была «канонизирована» в жанре детективной литературы. В неё входят: информация о преступлении, сообщаемая читателю; описание тщетных усилий полиции; обращение к герою за помощью; поразительное раскрытие тайны. Обязательно всё завершается подробным разъяснением, позволяющим проследить ход мыслей героя, с подробностями и деталями интеллектуального процесса, ведущего к разгадке.
Одна из наиболее важных особенностей логических рассказов По состоит в том, что главным предметом, находящимся в центре внимания автора, оказывается не расследование, а человек, проводящий его. В центре повествования поставлен характер, в то время как всё остальное в той или иной степени подчинено задаче его раскрытия. Структура сюжета в этих рассказах в определённой степени типична и имеет два слоя: поверхностный и глубинный. На поверхности — действия главного героя, в глубине — его мыслительный процесс. Скудность внешнего слоя, вялость развития сюжета компенсируются напряжёнными внутренними процессами. Эдгар По не удовлетворяется простым описанием интеллектуальной деятельности героя, он «препарирует» её, в подробностях демонстрируя работу мысли, её логические принципы. Великолепное решение загадки призвано показать всю красоту и неиссякаемые возможности разума, противопоставленного беспорядочному миру таинственного и неразгаданного. В детективных новеллах По пытался смоделировать сознание, в котором интеллектуальная деятельность не подчинена жёсткому контролю логики и в своей свободе опирается на воображение и фантазию. Поэтому не совсем верно суждение, что в процессе поиска разгадки Огюст Дюпен пользуется исключительно индуктивно-дедуктивным методом. Он остаётся в основе, при этом главенствующую роль По отдаёт интуиции — особому свойству мышления, которое дополняет индукцию и дедукцию. Герои логических рассказов По обладают нетривиальным, творческим типом интеллекта, способного на внезапные озарения, которые он неуклонно пропускает через логический анализ. Детективные рассказы По — это ода интеллекту, проблема деятельности которого — одна из самых значимых во всём творчестве писателя.

##### Научно-фантастические рассказы

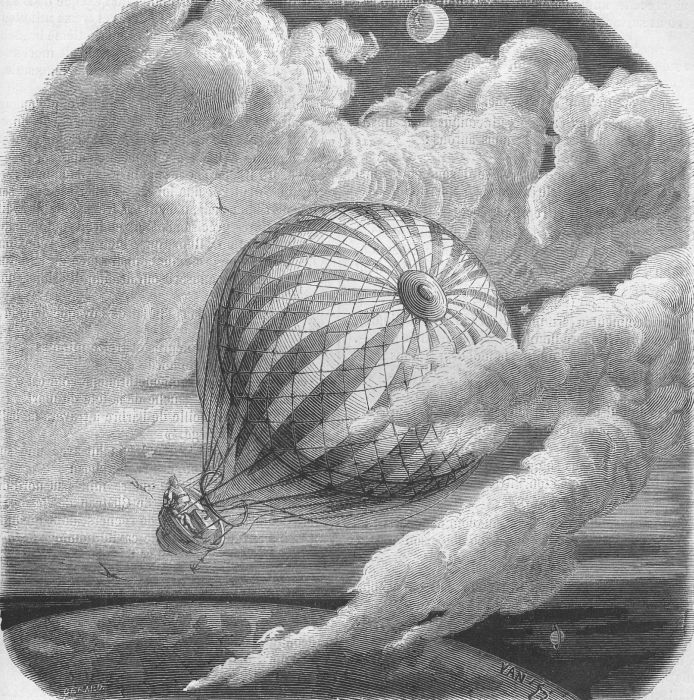
Эдгар По заложил основы жанра научной фантастики, получившего впоследствии интенсивное развитие в мировой литературе. Иллюстрация Фредерика Ликса к рассказу «Необыкновенное приключение некоего Ганса Пфааля»

Научно-фантастические рассказы Эдгара По можно условно разделить на несколько категорий: научно-популярные, «технологические», сатирические. Фантастичность научно-популярных рассказов По довольна условна. В их основе используется один и тот же приём — кажущиеся невероятными события разъясняются с помощью науки.
В причисляемых к этой категории рассказах «Три воскресенья на одной неделе» и «Сфинкс» проявилась характерная особенность всей фантастики По: «научный феномен» в них является лишь средством, приёмом, используемым для решения поставленной художественной задачи. В то же время, этот феномен предстаёт конкретным научным фактом или наблюдением, при этом фантастика кажется «мнимой». Однако, большинство научно-фантастических рассказов По основаны на другой схеме: научный факт в них, зачастую, просто отсутствует. Есть лишь допущение, не связанное с ним напрямую, при этом фантастика, по словам Ю. В. Ковалёва, является самой что ни на есть «фантастической».
В фантастической сатире Эдгара По (рассказы «Разговор с мумией», «Mellonta Tauta» и «Тысяча вторая сказка Шехерезады») наука является объектом осмеяния, вспомогательным средством для построения ситуации, необходимой для развития сатирического сюжета. Научная фантастика в этих рассказах, как правило, условна и псевдонаучна, поэтому сами ситуации имеют гротескный и фарсовый характер. Вся сатира Эдгара По, в том числе фантастическая, направлена против американской буржуазной цивилизации XIX века. Он яростно отрицал американскую демократию как социально-политическую систему и республиканизм как государственный принцип. В произведениях По, не только сатирических и не только научно-фантастических, часто встречаются слова «толпа», «чернь», «масса», несущие исключительно негативную окраску.
Впервые к технологической фантастике По обратился в «Необыкновенном приключении некоего Ганса Пфааля». В этом рассказе проявилась одна из главных особенностей фантастики По как таковой — её правдоподобие. Хоть автор и называл своё произведение «игрой ума» (фр. jeu d'esprit), целью этой игры было заставить читателя поверить в нечто невероятное. Стремлением к правдоподобию обусловлен и выбор структуры этой новеллы — «рассказ в рассказе». Работая над ней, По разработал приёмы, которые позднее прочно вошли в эстетику научно-фантастического жанра и применяются до сих пор. В предисловии к изданию «Приключений» в «Гротесках и арабесках» По неосознанно оформил один из важнейших принципов научно-фантастической литературы, не теряющий актуальность до сих пор: «Своеобразие „Ганса Пфааля“ заключается в попытке достигнуть правдоподобия, пользуясь научными принципами в той мере, в какой это допускает фантастический характер самой темы».
Ги де Мопассан, отмечая некоторую близость Э. По к Э. Т. А. Гофману, также испытывавшему пристрастие к фантастическим сюжетам, писал в 1883 году, что потрясающее впечатление от их рассказов объясняется «…непревзойдённым мастерством этих писателей, их особым умением соприкасаться с фантастикой и пугать читателя теми естественными фактами, в которых, однако, есть доля недостижимого и даже невозможного». Эмиль Золя, также называя Эдгара По и Гофмана в числе «виднейших мастеров» фантастического жанра, писал: «Американский рассказчик, повествуя о галлюцинациях и чудесах, выказывает всё же в рассуждениях на редкость строгую логику и с математической точностью пользуется приёмом дедукции».

### Оценка творчества и личности
Раннее творчество Эдгара По было крайне скудно представлено в тематических и обзорных изданиях и, как следствие, критике практически не подвергалось. В единичных случаях отмечались сложность восприятия поэзии и богатство фантазии автора, прочился возможный успех у современных читателей в будущем. После первого серьёзного признания, связанного с победой в конкурсе на лучший рассказ, и дальнейшего роста популярности вплоть до самой смерти внимание профессиональной критики к творчеству По неуклонно росло. При жизни По получал преимущественно положительные отзывы, в которых неоднократно отмечались сила его воображения и потенциал интеллекта, прекрасный слог и чувство стиля. Похвала периодически разбавлялась ответными нападками со стороны задетых жёсткой критикой По и испытывавших к нему личную неприязнь. Однако и они зачастую давали творчеству По высокую оценку.
Джон Лэтроуб в своих воспоминаниях так описал впечатления от «Рассказов Фолио Клуба», которые он в 1833 году читал Дж. Кеннеди и Дж. Миллеру — остальным членам жюри конкурса, организованного газетой Baltimore Saturday Visitor:

Всё, что они [Дж. П. Кеннеди и Дж. Миллер] услышали, было отмечено печатью гения. Ни малейшего признака неуверенности в построении фразы, ни одного неудачного оборота, ни единой неверно поставленной запятой, ни избитых сентенций или пространных рассуждений, отнимающих силу у глубокой мысли. Во всём царила редкостная гармония логики и воображения…
В 1845 году поэт и эссеист Джеймс Рассел Лоуэлл, вместе с которым По неоднократно печатался в Graham’s Magazine, также отметил его гениальность, добавив, что среди современных ему авторов «не знает никого, кто проявил талант более многообразный и удивительный». Очень высоко об Эдгаре По отзывались А. Теннисон, А. Конан Дойл, Г. Ф. Лавкрафт, Х. Л. Борхес, С. Кинг — писатели, которые в своём творчестве испытали влияние автора «Ворона». Теннисон назвал По «самым Оригинальным Американским Гением», а Борхес писал о том, что он «пожертвовал свою жизнь работе, свою человеческую судьбу — бессмертию». Современный мастер литературы ужасов Стивен Кинг отметил, что «По был не просто писатель в жанре детектива или мистики, он был первым». Говард Филлипс Лавкрафт и Артур Конан Дойл дали заслугам По образную характеристику:

Слава По претерпевала взлёты и падения, и сегодня среди «передовой интеллигенции» является модным принижать его важность и как мастера слова, и как влиятельного автора; но любому зрелому и мыслящему критику будет трудно отрицать огромную ценность его творчества и убедительную силу интеллекта, открывавшего новые горизонты в искусстве. <…> Некоторые рассказы По обладают едва ли не абсолютным совершенством художественной формы, что делает их настоящими маяками в области малой прозы.— Г. Ф. Лавкрафт. The Master of the Modern Horror Story (1927)

Эдгар Аллан По, разбросавший, со свойственной ему гениальной небрежностью, семена, из коих проросли столь многие современные литературные формы, был отцом детективного рассказа и очертил его границы с такой полнотой, что я не вижу, как последователи могут найти новую территорию, которую они осмелились бы назвать собственной… Писатели вынуждены идти узкой тропой, постоянно различая следы прошедшего перед ними Эдгара По…— А. К. Дойл. Эссе «За волшебной дверью» (1907)
В определённый период (особенно с 1870-х) после смерти Эдгара По в критике имелась тенденция к негативному восприятию творчества и личности писателя. Отчасти это было связано с тем, что на долгое время единственным источником информации о жизни писателя стала биография, написанная Гризвольдом, и творчество По рассматривалось и оценивалось через призму представленного в ней образа. Трансценденталист Ральф Уолдо Эмерсон сказал, что «ничего не видит» в «Вороне», а его автора пренебрежительно назвал «звонарём» (англ. jingle man), вероятно, имея в виду «излишнюю» любовь По к звукописи и рефренам. Уильям Батлер Йейтс неоднократно негативно отзывался о По, так, в письме 1899 года он назвал его «вульгарным и заурядным». Тем не менее в том же письме он отмечал, что «в высшей степени восхищается несколькими стихами и несколькими страницами прозы По, в основном критической». Поэт Ричард Генри Стоддард в статье 1853 года писал о том, что «как поэт По занимает высокое место, хотя большая часть его поэзии непригодна для чтения». Олдос Хаксли в статье «Вульгарность в литературе» писал, что лирика По «чрезмерно поэтична»: «Самому чувствительному и возвышенному человеку в мире нам должно быть трудно простить, если на каждом пальце у него будет по кольцу с бриллиантом. По делает подобное в своей поэзии».
Часто основные претензии в оценках творчества По высказывались качеству его критики, которая, как известно, была жёсткой и бескомпромиссной. При этом Генри Джеймс, считавший непомерное восхищение Эдгаром По «свидетельством примитивной ступени развития мыслительных способностей», отмечает в ней и положительные стороны:
«Суждения По [в его критике] надменны, язвительны и вульгарны, но в них также есть и немалая доля здравомыслия и проницательности, и местами, порой с завидной частотой, мы встречаем удачную, проникающую в суть фразу, запрятанную под пассажем пустого буквоедства». Противоречивую оценку творчества Эдгара По дал Эрнест Хемингуэй: «У нас в Америке были блестящие мастера. Эдгар По — блестящий мастер. Его рассказы блестящи, великолепно построены — и мертвы».

#### В России
Одним из первых русских писателей, обративших внимание на Эдгара По, стал Ф. М. Достоевский. После продолжительного периода, в ходе которого в периодике появлялись случайные и разрозненные переводы По неизвестного авторства, в 1861 году вышел первый критический обзор и сразу от признанного мастера русской литературы (подготовленное к 01.12.1861 г.). Во вступительной статье к «Трём рассказам Эдгара Поэ» Достоевский на двух страницах детально проанализировал представленные ему работы писателя. Признав за По большой талант, он увидел в нём «продукт своей страны», что являлось скорее претензией, чем комплиментом. Однако он также отметил поразительную силу его воображения, в которой была черта уникальная, отличавшая его от других писателей — сила подробностей. Даже в целом положительная оценка Достоевского в его заметке не вызвала к творчеству американского писателя должного интереса. Ещё в течение 25 лет он оставался случайной фигурой в русской литературной жизни.
Более детальное исследование биографии и анализа произведений Эдгара По осуществлено к ноябрю 1861 года в 29-страничной научно-учебной публикации Е. А. Лопушинского «Эдгар Поэ (американский поэт)» в ежемесячном журнале «Русское слово».
Пик славы Эдгара По в России пришёлся на эпоху Серебряного века. Важную роль при этом сыграло удачное соответствие его эстетики настроению и вкусам публики, которая в конце XIX века была охвачена чувством неблагополучия и разочарования. В условиях «засилия реализма» мрачность и таинственность произведений нового писателя была с крайним воодушевлением принята читателями, жаждавшими экспериментов. Творчество По оказало значительное влияние на «старшее» поколение русских символистов, среди которых особое место занимают К. Бальмонт и В. Брюсов. Оба поэта в разное время выпустили сборники переводов произведений По, сопроводив их очерками из жизни, комментариями и критическими статьями, в которых дали свою оценку его произведениям и личности. Бальмонт отмечал новаторство в творчестве американского писателя, особенно подчёркивая его достижения в области англоязычной поэзии. Лирику По высоко оценивал и Брюсов, назвавший её «замечательнейшим явлением в мировой поэзии» и источником многих течений в современной ему литературе. Поэзия Эдгара По вызывала одно из самых сильных чувств «кровной связи» с прошлым и ностальгии по раннему периоду лирики Александра Блока, который охарактеризовал его лаконично и образно:
«Эдгар По — воплощённый экстаз, „планета без орбиты“ в изумрудном сиянии Люцифера, носивший в сердце безмерную остроту и сложность, страдавший глубоко и погибший трагически».
Долгое время сам По мистифицировал американскую и русскую общественность, а также литературоведов своими «воспоминаниями» о пребывании в Санкт-Петербурге в 1829 году, однако на самом деле в России никогда не был. Мистификации По поддался и советский писатель В. П. Катаев, включивший ссылку на якобы состоявшуюся встречу По с А. С. Пушкиным в Петербурге в свой роман «Время, вперёд!».

### Литература

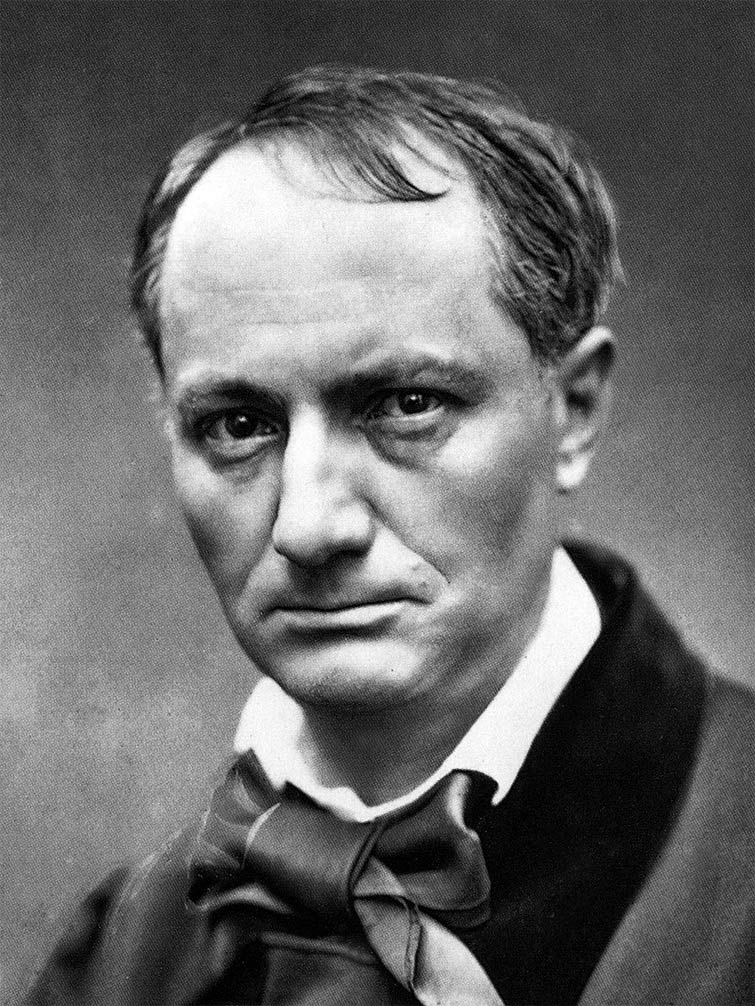
Шарль Бодлер способствовал популяризации По сначала во Франции, а затем в Европе

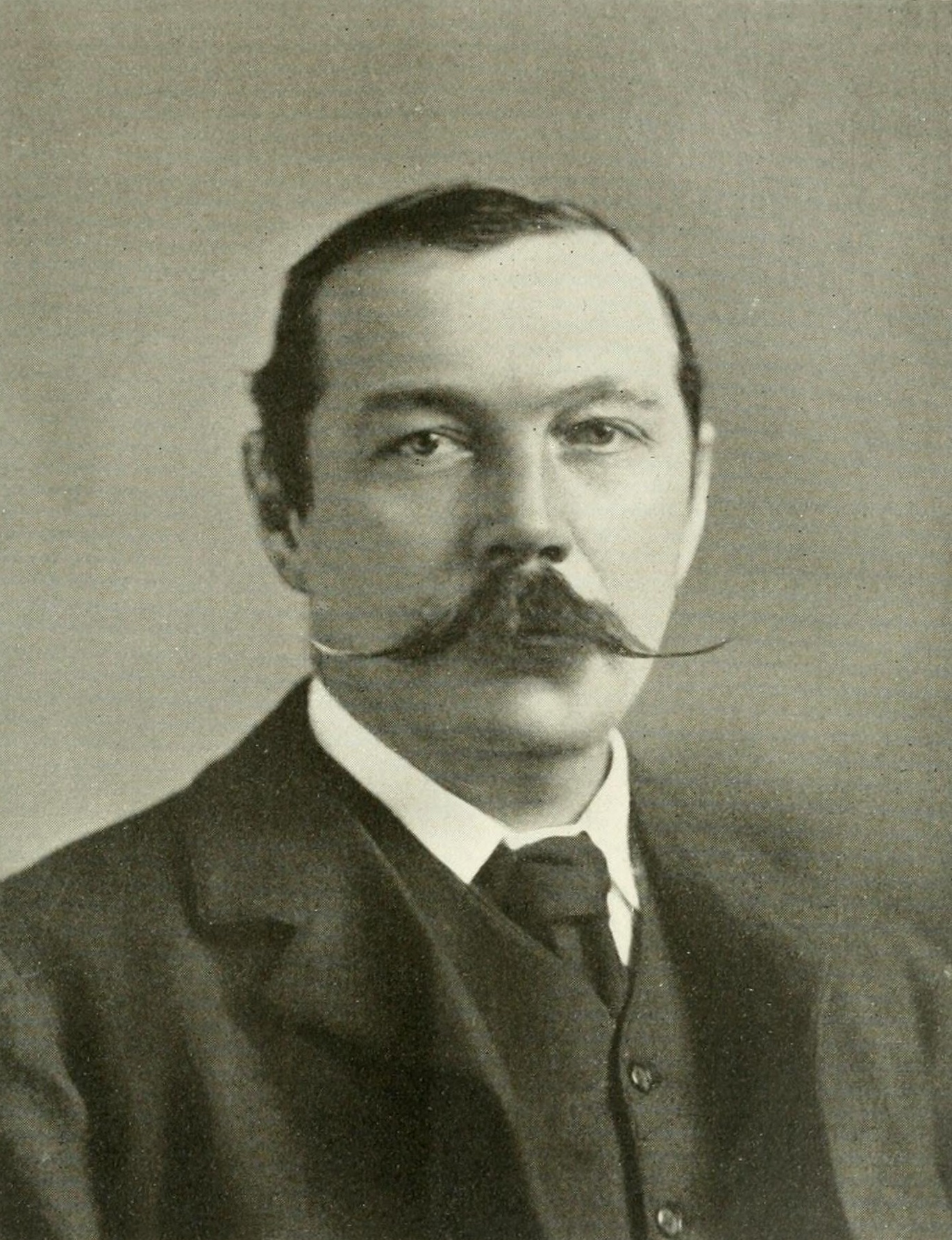
Артур Конан Дойл считал Эдгара По отцом детективного рассказа

## Наследие

### Космология

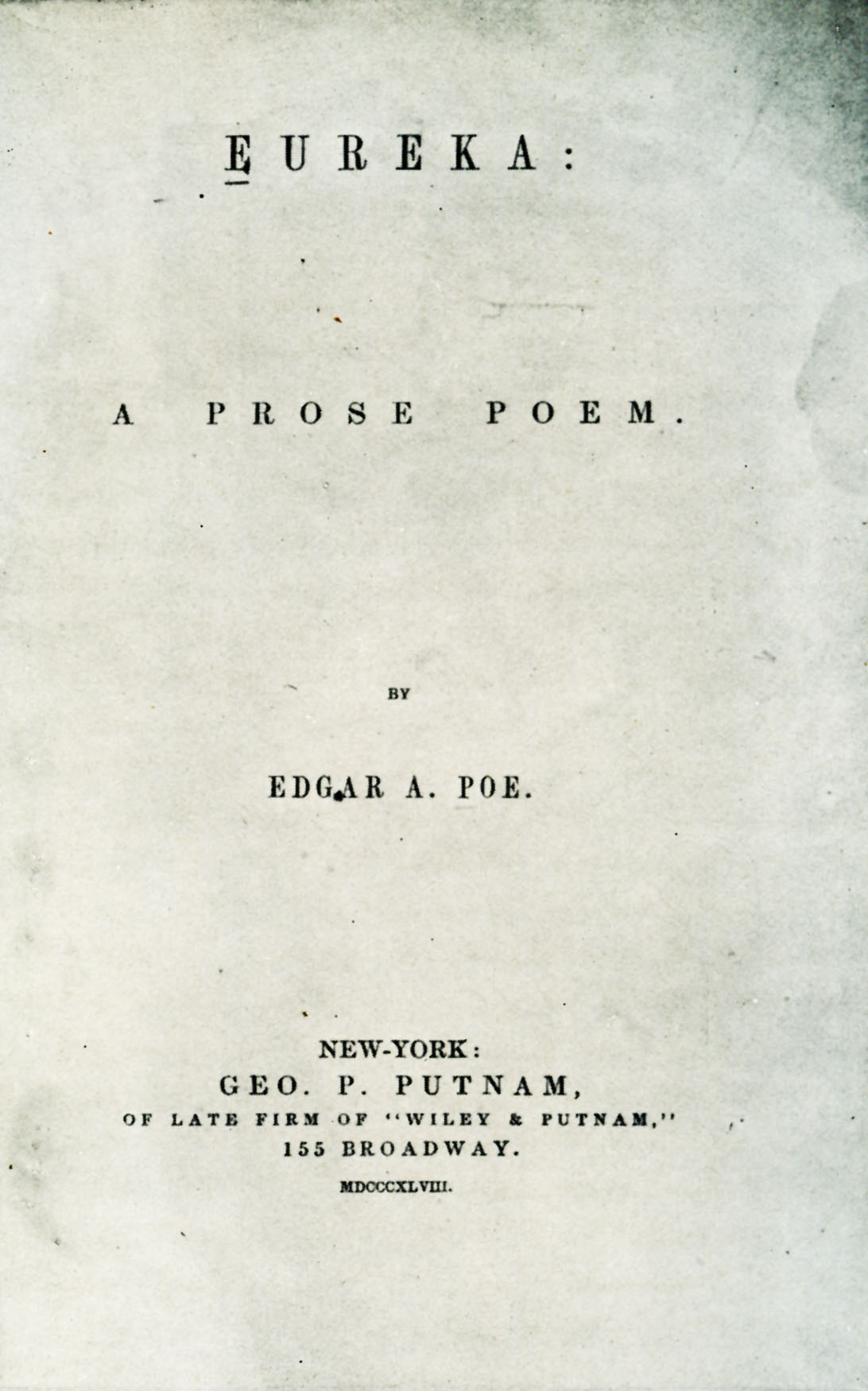
Титульный лист первого издания «Эврики» (1848)

В 1848 году Эдгар По написал «Эврику», поэму в прозе, в которой рассуждал о вопросах происхождения Вселенной. Своё творение автор считал не научным трудом, а произведением искусства, поскольку при работе над ним использовал не стандартные для научных открытий индукцию и дедукцию, а опирался исключительно на интуицию, подкреплённую основными идеями и понятиями современной ему астрономии. Дочь французского поэта Теофиля Готье — Юдит Готье — в 1864 году писала: «Было бы ошибочно думать, что Эдгар По, создавая „Эврику“, ставил своей целью только написать поэму; он был абсолютно убеждён, что открыл великий секрет Вселенной, и он использовал всю мощь своего таланта для развития своей идеи».
«Эврика» фактически не была принята современниками писателя, она на долгие годы была забыта. Критики отнеслись к ней крайне неблагосклонно: её считали абсурдной, автора обвиняли в ереси и кощунстве. По предвидел это, считая, что современное поколение не способно её понять, но был убеждён, что когда-нибудь, пусть и в далёком будущем, её оценят. По считал «Эврику» главным произведением своей жизни и верил в то, что правильность его идей будет доказана, а его имя — обессмерчено.
Несмотря на то, что «Эврика», при современном на неё взгляде, содержит множество научных ошибок, идеи, изложенные в ней, на 80 лет опередили теорию Большого взрыва, на её страницах впервые был разрешён фотометрический парадокс. Эдгар По предвосхитил некоторые открытия XX века в области астрономии и космогонии: концепции разбегающихся и эксцентрических галактик, пульсирующей Вселенной, некоторые принципы неевклидовой геометрии. В его труде прослеживаются смутные догадки о существовании ноосферы, теория которой была сформирована Вернадским лишь в 1940-е годы. Валерий Брюсов, первый исследователь «Эврики» в России, писал, что её автор «чутьём художника угадывал многое такое, что современная ему наука принять отказывалась». По словам английского астрофизика Артура Эддингтона, По «уничтожил бесконечность», то есть признал конечность Вселенной при бесконечности пространства. Альберт Эйнштейн в одном из своих писем в 1934 году отметил, что «„Эврика“ — это очень красивое достижение удивительно независимого ума». В 1994 году итальянский астроном Альберто Каппи написал работу, посвящённую исследованию научной составляющей поэмы в прозе.

<…> По, основываясь на метафизических предположениях, построил космологическую модель, чрезвычайно важную для истории идей, поскольку он был первым и единственным, кто постиг идею эволюционирующей Вселенной Ньютона ещё до появления теории относительности и релятивистских моделей. В сущности, теорию расширяющейся Вселенной часто считают следствием общей теории относительности, в то время как к ней можно было прийти и с помощью ньютоновской физики, что было доказано математически только после появления теории относительности, и после того как Хаббл доказал, что Вселенная расширяется. До Эйнштейна и Хаббла никто не опровергал теорию статичной Вселенной. Никто, кроме Эдгара Аллана По.
Оригинальный текст (англ.)<…> based on methaphysical assumptions, Poe conceived a physical cosmology, with a real importance for the history of ideas, as he was the only one to conceive a newtonian evolving Universe before the theory of relativity and the relativistic models. In fact, the expanding Universe is often considered a consequence of General Relativity, while it could be also conceived in terms of newtonian physics, as shown mathematically only after the Relativity theory, and after Hubble showed in a clear way that the Universe was expanding. Before Einstein and Hubble, no one rejected the dogma of a static Universe, with one exception: Edgar Allan Poe.
— Альберто Каппи. «Физическая космология Эдгара По» (1994)

### Криптография
Неподдельный интерес Эдгара По к тайнописи окончательно сформировался в 1839 году, когда он на страницах журнала Alexander’s Weekly Messenger раскрыл свой талант криптографа, успешно расшифровывая сообщения, присылавшиеся ему в редакцию. В июле 1841 года в Graham’s Magazine По опубликовал эссе «Несколько слов о тайнописи», в котором дал свой взгляд на предмет этой науки. За всё время сотрудничества с Alexander’s Weekly Messenger он разгадал более ста читательских шифров. Своим успехом в криптографии По обязан не столько своим глубоким знаниям в этой области (его основным методом дешифрования был частотный анализ), сколько знанием конъюнктуры газетно-журнального рынка. Он понимал, что большинство читателей не имеет понятия о методах решения шифров подстановки и использовал это как своё преимущество. Сенсация, которую По создавал, легко и успешно разгадывая присланные ему задачи, сыграла важную роль в популяризации криптографии в печати.
В последующие годы особый интерес был возбуждён к двум шифрам, решение которых По так и не опубликовал. Шифры Тайлера — так звали читателя, приславшего их в редакцию. Первый из них был разгадан в 1992 году, в нём был зашифрован отрывок из трагедии «Катон» английского драматурга Джозефа Аддисона. Второй шифр был решён в 2000 году с применением компьютера. За ним скрывался фрагмент художественного текста неизвестного автора. Существует предположение, что автором обоих шифров является сам Эдгар По, скрывшийся под псевдонимом. Также ему приписывают возможное авторство «криптограмм Бейла», полное содержание которых не разгадано до сих пор.
Влияние По на криптографию имело долгий эффект и не было ограничено лишь повышением общественного интереса к ней при его жизни.
Он оказал сильное влияние на выдающегося американского криптолога Уильяма Фридмана, чей интерес к данной области впервые проявился в детстве, после прочтения «Золотого жука». В 1940 году Фридман вместе с командой криптоаналитиков взломал японский шифр Purple, использовавшийся во время Второй мировой войны

## Память

### Памятники

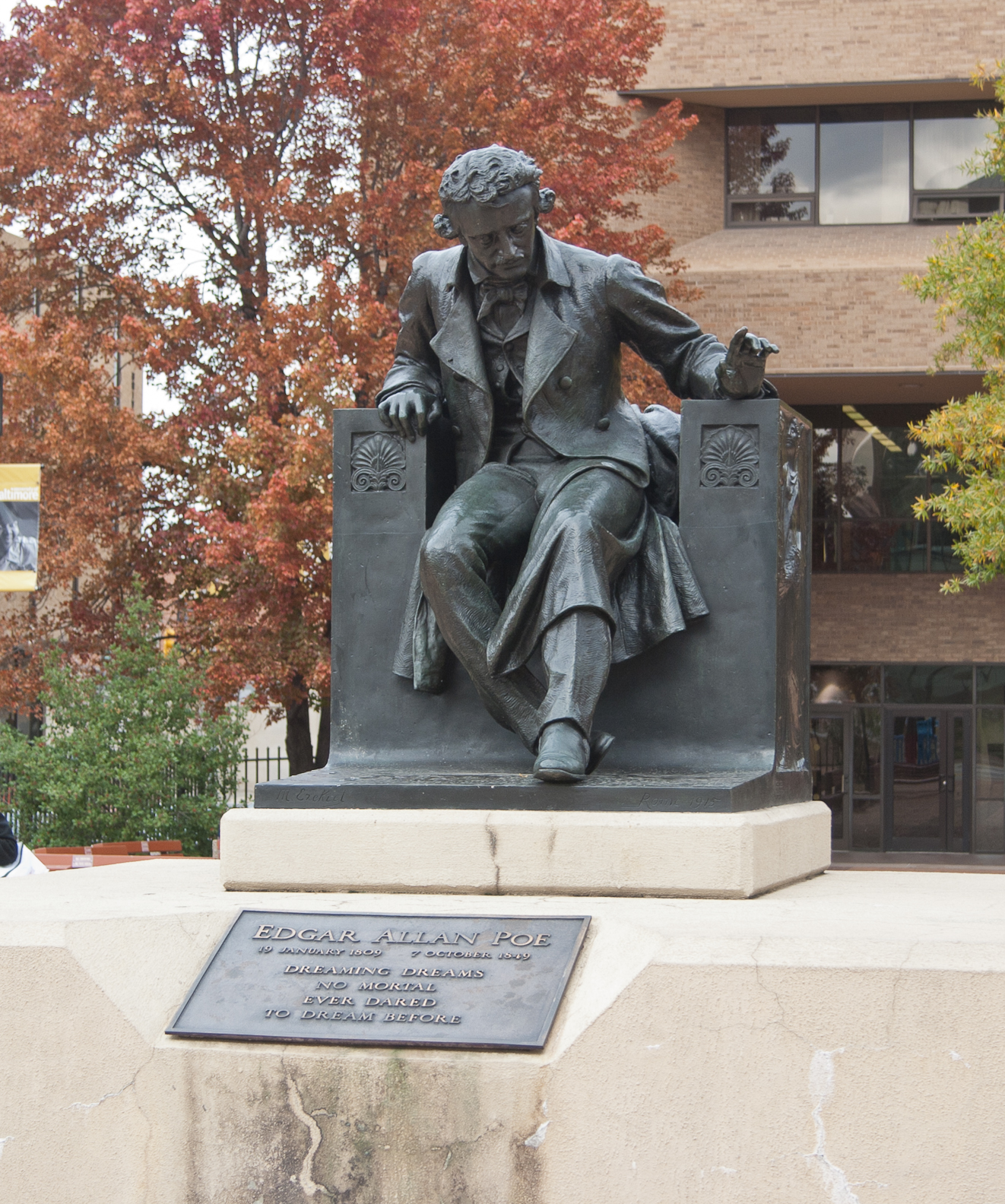
Памятник Эдгару По перед Балтиморским Университетом

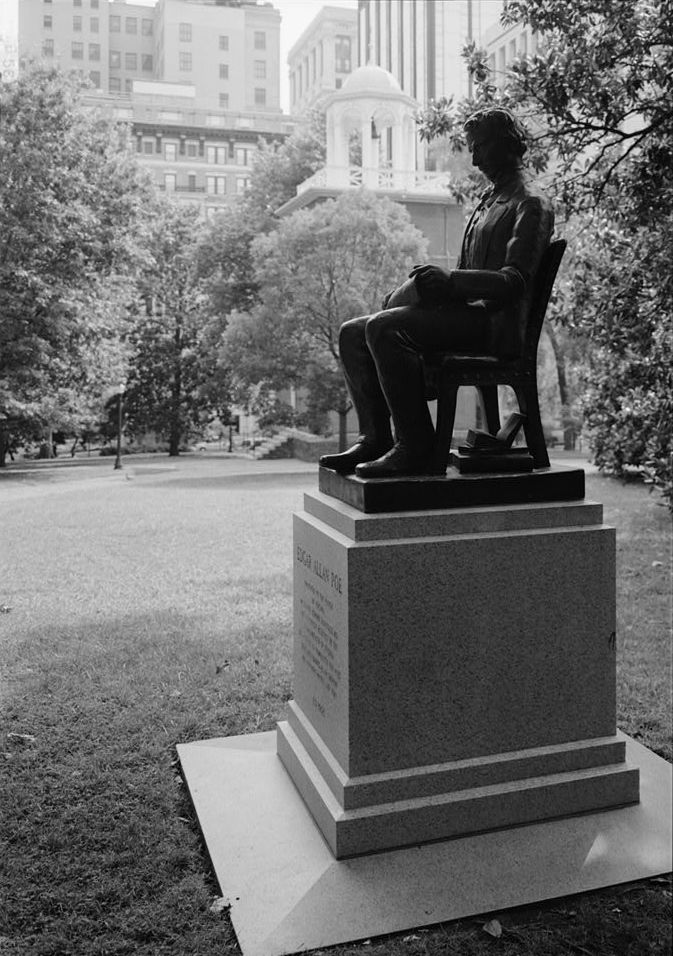
Памятник Эдгару По на площади Виргинского Капитолия в Ричмонде

В 1921 году по инициативе общества памяти Эдгара По в Балтиморе была установлена скульптура работы Мозеса Эзекиля. Организация предполагала установить памятник в 1909 году, в честь столетия со дня рождения писателя, но из-за нехватки средств, нескольких несчастных случаев и начала Первой мировой войны он был возведён лишь 12 лет спустя. В 1986 году памятник перенесли из Вайман-парка на площадь напротив корпуса юридического факультета Университета Балтимора, где он стоит и по сей день.
Памятник работы Чарльза Руди, выполненный на личные средства почитателя таланта По, доктора Джорджа Эдварда Барксдейла, был передан в дар «жителям Виргинии» и установлен в 1959 году. Бронзовая статуя писателя на постаменте из розового гранита находится на площади Капитолия штата Виргиния в Ричмонде.
В честь 165-летия со дня смерти писателя, 5 октября 2014 года, в Бостоне был открыт памятник «По, возвращающийся в Бостон». Бронзовая статуя в полный рост работы Стефани Рокнак изображает По с чемоданом в руке, идущего в направлении дома, где жили родители писателя в первые годы его жизни; рядом с ним летит ворон. Памятник выполнен и установлен на средства бостонских организаций: Фонда Эдгара По и Художественной комиссии города, а также на пожертвование писателя Стивена Кинга.

### Музеи и памятные места
В Соединённых Штатах действует несколько организаций, посвящённых памяти Эдгара По, которые расположены в местах, так или иначе связанных с жизнью писателя. Ни один из домов, где По жил в детстве, не сохранился до наших дней. Самым старым из сохранившихся зданий является дом в Ричмонде, в котором с 1922 года действует Музей Эдгара По. В прошлом недалеко от этого дома находилась редакция Southern Literary Messenger — места его работы в 1835—1837 годах. Тем не менее По никогда не жил в этом доме. Экспозиция музея представлена множеством документов: оригинальных рукописей, писем, первых изданий его произведений, а также личных вещей.

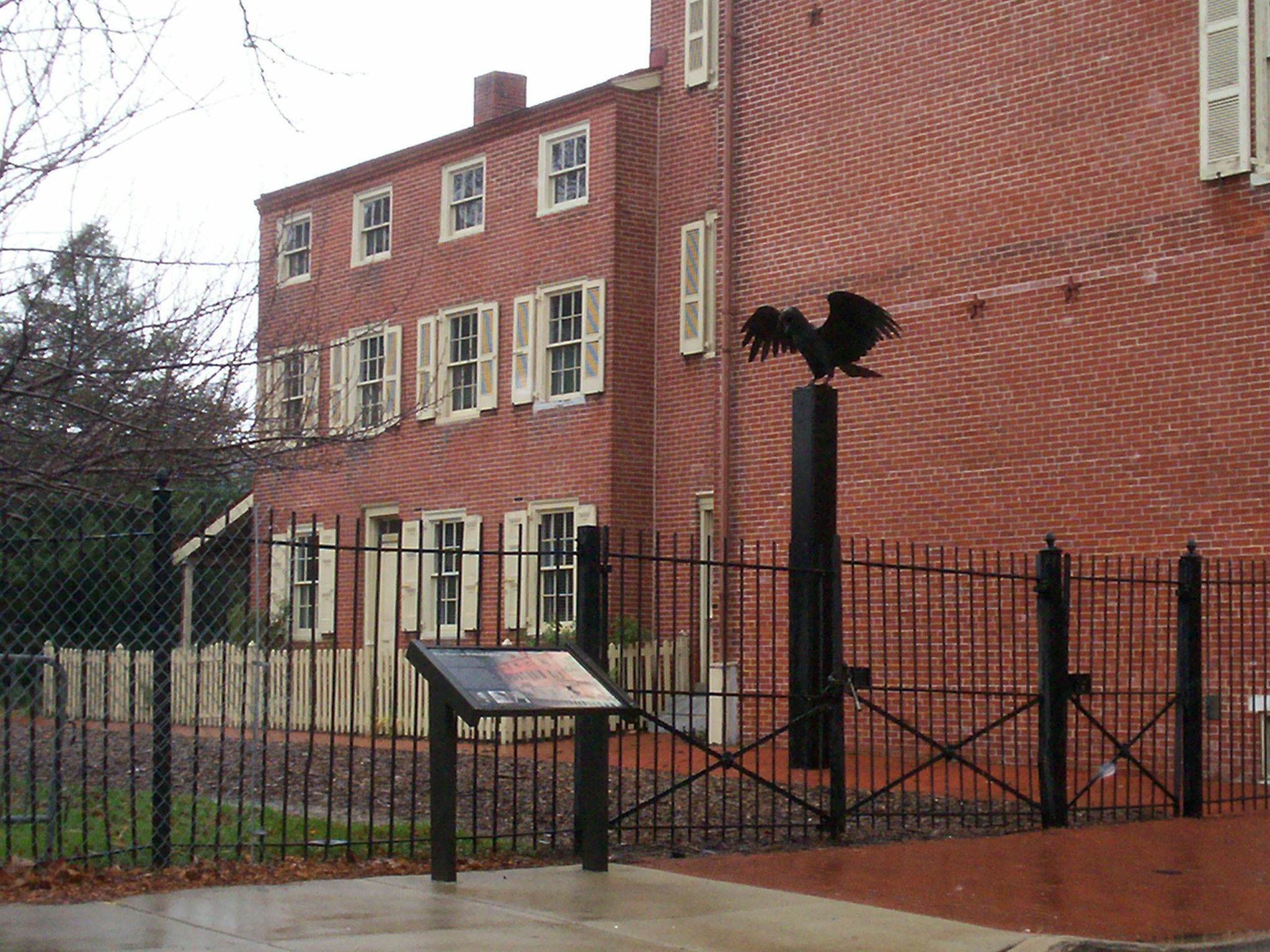
Национальный исторический музей Эдгара По в Филадельфии

В Балтиморе находится дом-музей, в котором По жил с семьёй с 1833 по 1835 год. В музее выставлены некоторые личные вещи Джона Аллана и Эдгара По, однако главным экспонатом является сам дом. Это одно из старейших зданий в городе, которое также является резиденцией «Общества Эдгара По в Балтиморе».
Из домов, которые По с Вирджинией и Марией Клемм снимал в Филадельфии, сохранился только последний. В нём писатель жил в 1843—1844 годах. Сегодня он является Национальным историческим музеем, который курирует Служба национальных парков США. Дом, ставший последним в жизни писателя и его жены, также сохранился до наших дней. Это коттедж в Бронксе, Нью-Йорк, находящийся в северной части городского парка, который также носит имя писателя. В наши дни дом, интерьер которого был аутентично восстановлен Историческим обществом округа Бронкс, функционирует как музей.
19 января 1989 года на фасад здания на Бойлстон-стрит в Бостоне была помещена мемориальная доска, обозначившая приблизительное место, где родился Эдгар По. Настоящий дом, по адресу Карвер-стрит, 62, до наших дней не сохранился. В 2009 году площадь в Бостоне на пересечении Чарльз и Бойлстон-стрит была названа в честь писателя. На ней установлен памятник «По, возвращающийся в Бостон».

### Филателия

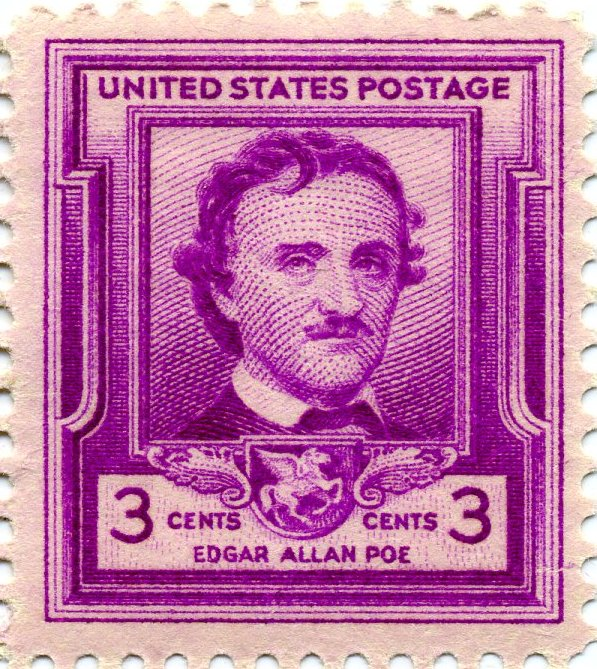
Почтовая марка США, выпущенная 7 октября 1949 года

В 1948 году почта Венгрии выпустила серию памятных марок, посвящённых известным писателям мира, среди которых был и Эдгар Аллан По. На марке, посвящённой американскому писателю, изображён его портрет и фрагмент сюжета «Ворона». 7 октября 1949 года, в день столетия со дня смерти По, почта США выпустила памятную марку с его изображением. В 1973 году, в честь 50-летия Интерпола, почта Никарагуа выпустила 12 коммеморативных марок, посвящённых самым известным детективам-героям художественных произведений. На одной из них был изображён Огюст Дюпен, герой детективных рассказов Эдгара По. Также Дюпену посвящена марка Сан-Марино, выпущенная в 2009 году. В честь двухсотлетия со дня рождения Эдгара По памятные марки были выпущены в Болгарии, Монако, Сан-Томе и Принсипи и США.

### Нумизматика
В честь Эдгара По было выпущено несколько памятных медалей. В 1948 году во Франции была изготовлена медаль, приуроченная к столетнему юбилею со дня смерти писателя. На её аверсе изображён портрет Эдгара По, на реверсе — сюжеты его поэзии. В 1962 году была выпущена серия памятных медалей, изображающих членов Зала славы великих американцев, среди которых был включённый в него в 1910 году Эдгар По. Медаль выпускалась в двух размерах и материалах: диаметром 76 мм из бронзы и 44 мм из бронзы и серебра. На выставке, организованной Американской Нумизматической Ассоциацией, которая состоялась в Балтиморе в 2008 году, была представлена новая памятная медаль, посвящённая По. На аверсе был изображён портрет писателя, на реверсе — три розы и бокал коньяка, как дань памяти его тайному поклоннику.

## Эдгар По в массовой культуре

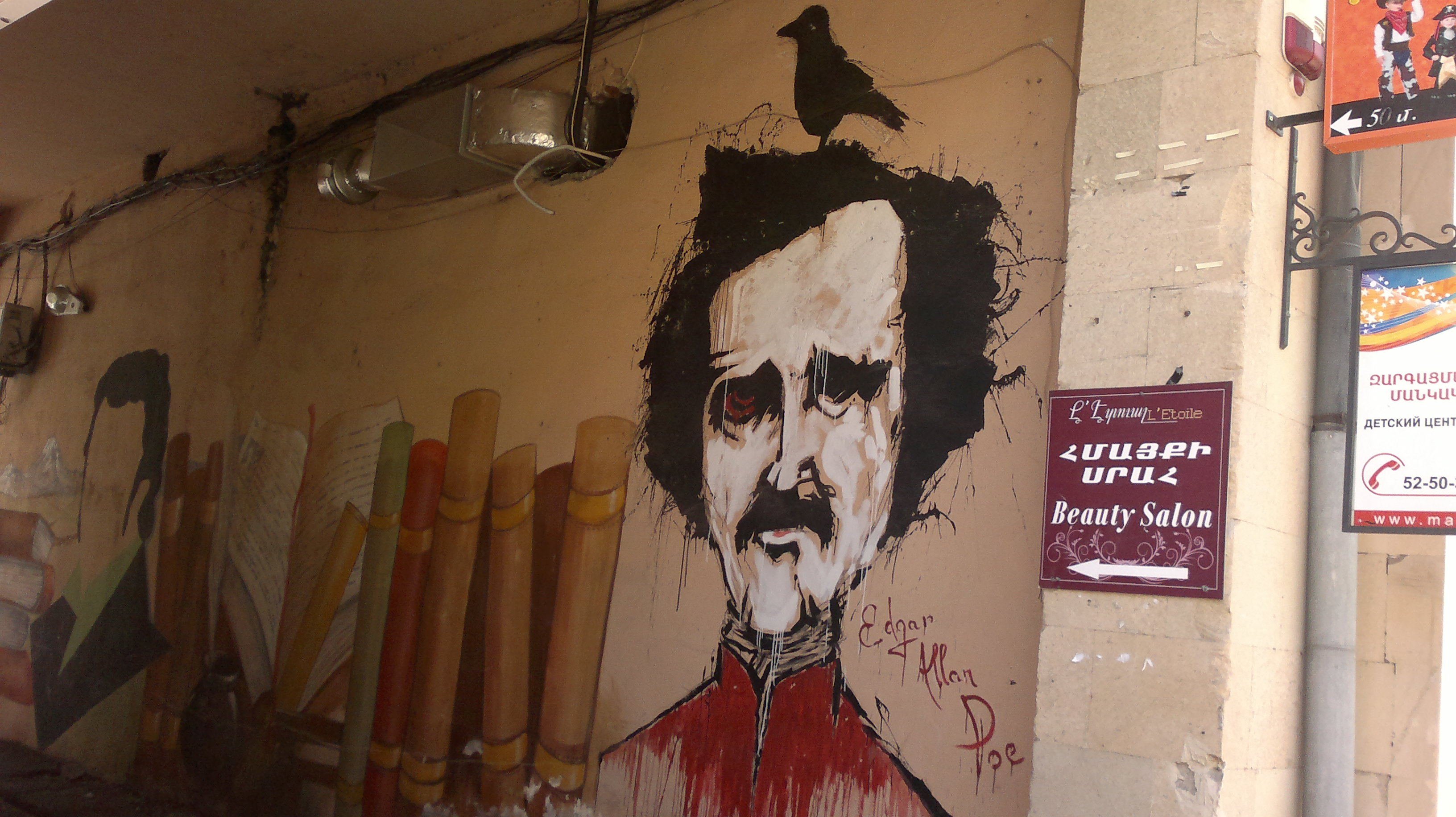
Эдгар Аллан По. Граффити в Ереване, Армения

«У По гораздо больше общего с писателями и деятелями искусства XXI века, нежели с его современниками», — так долговременное влияние американского писателя на массовую культуру объяснял профессор Бостонского колледжа Пол Льюис. Однако По не был писателем, «оторванным» от своего времени — стремясь не только к популярности, но и к коммерческому успеху, он писал, учитывая вкусы публики. Время показало, что интерес к его персоне и произведениям, претерпевающим многочисленные адаптации, не угасает и спустя много лет. Появляются специальные иллюстрированные издания его книг, в том числе для детей, комиксы, сувениры. Киностудии по всему миру продолжают обращаться к произведениям американского писателя, его творчество явилось источником вдохновения для многих музыкантов и исполнителей различных жанров. В честь стихотворения «Ворон» получила своё название команда NFL «Балтимор Рэйвенс», а ассоциация «Детективных писателей Америки» ежегодно вручает «Премию Эдгара Аллана По» в области литературы, кино и театра.

### Образ писателя
Не только его произведения, но и сама фигура писателя, окружавшие её легенды и домыслы и таинственная смерть, как итог, привлекали внимание публики в течение многих лет. В массовой культуре Эдгар По часто предстаёт в образе «безумного гения», основой для которого послужили ставшие широко известными тяжёлые жизненные испытания, внутренняя борьба писателя и, несомненно, сами его произведения. Ещё одной причиной для подобного изображения По стало распространённое допущение, что писатель, часто использовавший повествование от первого лица, в качестве персонажей многих своих произведений изображал себя, размывая границу между литературным героем и автором. В кинематографе роль американского писателя в разное время сыграли Генри Вольтхолл, Джозеф Коттен, Бен Чаплин, Джон Кьюсак и другие актёры.
В 2022 году вышел фильм «Воронья лощина», частично основанный на эпизоде из биографии писателя, когда тот внезапно уволился из военной академии в Вест-Пойнте. По сюжету фильма сделать это его вынудили некие таинственные события в жизни. Роль Эдгара По исполнил английский актёр Уильям Моусли. Фильм получил смешанные отзывы. В том же году на экраны вышел триллер режиссёра Скотта Купера «Всевидящее око», рассказывающий об учёбе Эдгара По в военной академии в Вест-Пойнте. По сюжету кинокартины, в академии происходит серия убийств, и армейский ветеран проводит расследование, к которому привлекает молодого кадета Эдгара По, увлекающегося оккультизмом.

### Экранизации произведений

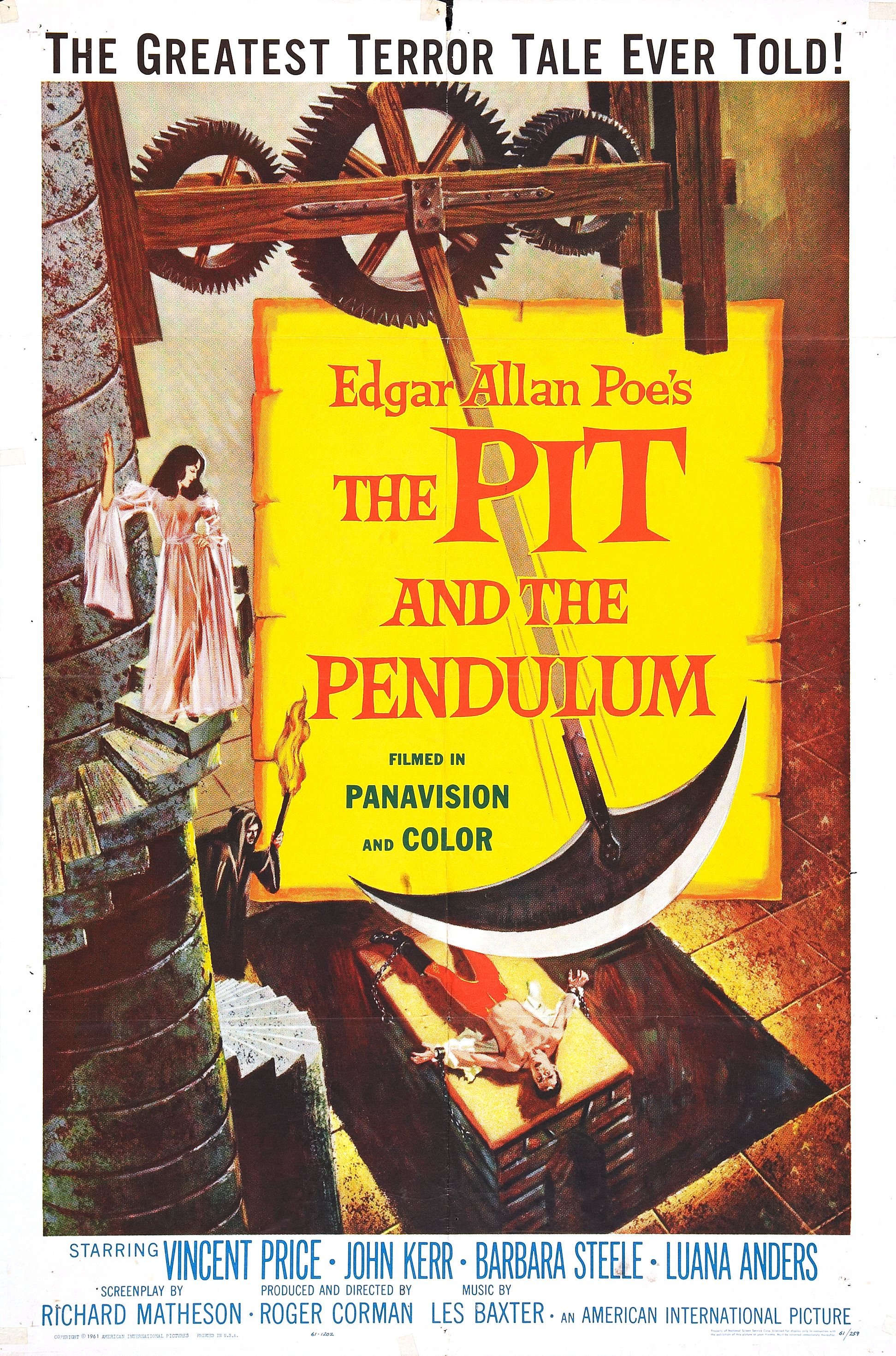
Постер фильма Роджера Кормана «Колодец и маятник»

Творчество Эдгара По оказало значительное влияние на кинематограф. Альфред Хичкок, на которого жизнь и творчество писателя произвели глубокое впечатление, писал: «Я невольно сравниваю то, что пытался выразить в фильмах, с тем, что Эдгар Аллан По выразил в своих рассказах». Первые экранизации его произведений появились в начале XX века, и с тех пор не прошло десятилетия, чтобы не вышел новый фильм, основанный на какой-либо его работе. Журналист «Ассошиэйтед Пресс» Бен Наколс отметил, что «профиль Эдгара По на сайте IMDb заставит постыдиться даже самого продуктивного сценариста».
В 1914 году на экраны вышла картина американского режиссёра Дэвида Гриффита «Совесть-мстительница», базирующаяся на трёх произведениях писателя: «Колодец и маятник», «Сердце-обличитель» и «Аннабель Ли». В этой работе Гриффита терзания и муки совести главного героя по поводу убийства им своего дядюшки в конце концов оказываются дурным сном. В 1928 году Жан Эпштейн, представитель французского киноавангарда, создал фильм «Падение дома Ашеров» по одноимённой новелле и короткому рассказу писателя «Овальный портрет». После нескольких картин эпохи немого кино, в 1930-х вышла серия фильмов по произведениям По, главные роли в которой сыграли звёзды жанра «хоррор» Бела Лугоши и Борис Карлофф. В 1960-х «король фильмов категории B» Роджер Корман снял цикл кинолент по мотивам произведений По, в большинстве из которых главную роль сыграл Винсент Прайс. Корман говорил о том, что в ходе работы над этими фильмами Прайс «стал практически альтер эго самого По». Он также отметил, что «несмотря на то, что главным героем в фильмах зачастую не был сам писатель, эти персонажи были воплощением каких-то тайных элементов его подсознания». В 1968 году вышел фильм «Три шага в бреду», три эпизода которого были сняты по мотивам рассказов По «Метценгерштейн», «Вильям Вильсон» и «Не закладывай чёрту своей головы».
В 1954 году Эрик Ромер снял экспериментальный короткометражный фильм «Береника» в котором актёры не произносят ни слова, а закадровый голос, читает несколько переработанный текст одноимённой новеллы в переводе Бодлера.
В 2007 один из эпизодов сериала «Мастера ужасов», снятый Стюартом Гордоном, был посвящён «Чёрному коту» По.
Несмотря на то, что сюжет фильма 2009 года «Обличитель» напрямую не повторяет сюжет рассказа с похожим названием, режиссёр Майкл Куэста признался, что идейно его работа связана с произведением По. В 2012 году вышел детективный триллер Джеймса Мактига «Ворон» о последних днях жизни писателя. В 2014 году Брэд Андерсон снял фильм «Обитель проклятых» — свою интерпретацию рассказа «Система доктора Смоля и профессора Перро», продолжив жизнь произведений Эдгара Аллана По на большом экране.
В 2013 году вышла анимационная антология «Необычные сказки», созданный режиссёром Раулем Гарсиа и художником Стефаном Лекоком. Мультсериао является экранизацией пяти рассказов Эдгара Аллана По: «Падение дома Ашеров», «Колодец и маятник», «Маска Красной смерти», «Сердце-обличитель» и «Правда о том, что случилось с мистером Вальдемаром». У каждой истории свой собственный рассказчик.
В 2017 году вышел полуторачасовой документальный фильм «Edgar Allan Poe: Buried Alive». В фильме развенчиваются мифы касательно жизни, творчества и смерти Эдгара По.
В 2022 вышла экранизация романа Луи Байяра «Всевидящее око», в котором молодой Эдгар По является одним из главных героев.

### Музыка
Эдгар По считал музыку самым высоким из искусств, именно поэтому его стихи отличаются неповторимой музыкальностью. Один из критиков[кто?] сказал, что «удовольствие, доставляемое чтением поэзии Эдгара По, не зависит от знания английского языка». Эмоциональное действие его стихов на читателя по своему эффекту схоже с тем, которое оказывает музыка. Композиторы, почувствовавшие близость поэзии По к этому виду искусства, обращались к ней в своём творчестве. Работы По адаптировались и ложились в основу симфонических поэм, ораторий, опер, романсов и т. д. В 1968 году вышла книга «По и музыка», в которой собраны многочисленные музыкальные произведения на слова американского поэта. Известный французский композитор Клод Дебюсси и поклонник творчества Э. По работал над операми на сюжет «Чёрт на колокольне» (1902?—1912) и «Падение дома Ашеров» (1908—1917), которая также осталась незаконченной и была дописана Робертом Орледжом в 2007 году. В 1909 году имея в виду кропотливую работу над этими сюжетами французский композитор писал: «Я засыпаю с ними, и при пробуждении вновь нахожу мрачную меланхолию одного или насмешку другого». Младший современник Дебюсси — композитор Морис Равель, творчество которого во многом имеет литературное происхождение, называл своим учителем американского поэта: «Его замечательный трактат „Философия творчества“ оказал на меня величайшее влияние».
Н. Я. Мясковский написал симфоническую поэму «Молчание» op. 9 (1909—1910) по одноимённой прозаической притче (1837) американского писателя, которая считается первым зрелым произведением композитора. Партитуре предпослана цитата в переводе Бальмонта. Работая над этой поэмой композитор писал С. С. Прокофьеву: «Во всей пьесе не будет ни одной светлой ноты — Мрак и Ужас». Всемирную известность приобрела симфоническая поэма Сергея Рахманинова «Колокола» (1913).
Множество артистов самых разных жанров и стилей черпали вдохновение в произведениях Эдгара По, клали его стихи на музыку или же писали самостоятельные произведения по мотивам его работ. Яркими примерами обращения современных музыкантов к творчеству и жизни По являются концептуальные альбомы Tales of Mystery and Imagination (1976) и The Raven (2003) за авторством The Alan Parsons Project и Лу Рида соответственно, альбом Poetica (All beauty sleeps) проекта Sopor Aeternus and the Ensemble of the shadows, Poe through the glass prism (1969) группы Glass Prism. Песни, вдохновлённые произведениями американского писателя, есть у Iron Maiden, Джоан Баэз, Френки Лейна,  Grave Digger и многих других исполнителей.